# Akira Kurosawa

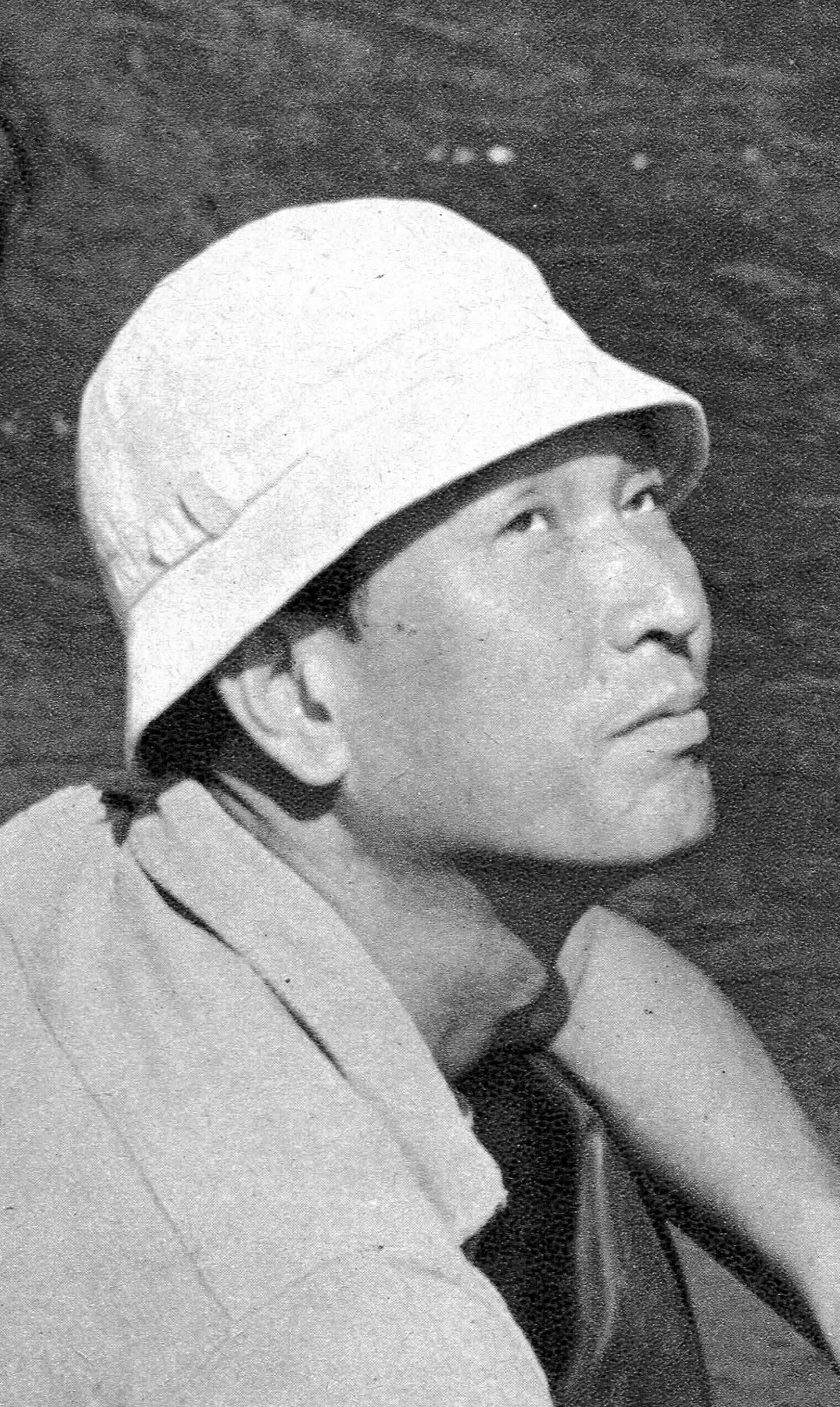
Akira Kurosawa am Filmset von Die sieben Samurai, 1953

Akira Kurosawa (黒澤明, moderne Schreibweise (新字体): 黒沢明 Kurosawa Akira, * 23. März 1910 in Ōmori, Landkreis Ebara (später: Stadt Tokio, heute: Ōta), Tokio; † 6. September 1998 in Setagaya, ebenda) war ein japanischer Filmregisseur.
Mit einem Schaffenswerk von 30 Filmen über einen Zeitraum von 57 Jahren gilt er als einer der einflussreichsten Regisseure aller Zeiten.
Nach einer kurzen Periode als Maler betrat Kurosawa 1938 die japanische Filmindustrie, in der er zuerst als Drehbuchautor und Regieassistent tätig war, ehe er 1943 mit dem Actionfilm Judo Saga – Die Legende vom großen Judo seine Karriere als Regisseur einläutete.
Nach einigen kleinen lokalen Erfolgen während des Zweiten Weltkrieges publizierte Kurosawa zusammen mit dem Filmstudio Tōhō 1948 das Drama Engel der Verlorenen. Der Film war kommerziell und kritisch ein großer Erfolg und festigte ihn in seiner Position als einer der bekanntesten Regisseure Japans. Für eine der Hauptrollen engagierte er den damals noch unbekannten Jungschauspieler Toshirō Mifune, der ebenfalls über Nacht große lokale Bekanntheit erlangte und folgend in sechzehn weiteren Filmen mit Kurosawa zusammenarbeitete.
Der 1950 publizierte Film Rashomon – Das Lustwäldchen gewann überraschend den Goldenen Löwen auf den Internationalen Filmfestspielen von Venedig und machte Kurosawa damit international bekannt. Der kritische und kommerzielle Erfolg des Films brachte erstmals westliche Aufmerksamkeit auf Produkte der japanischen Filmindustrie und gilt als wegweisend für die international ansteigende Popularität des japanischen Films.
In den 1950ern und frühen 1960ern veröffentlichte Kurosawa fast jährlich neue Filme, darunter eine Reihe an Klassikern wie Ikiru (1952), Die sieben Samurai (1954), Yojimbo – Der Leibwächter (1961), Zwischen Himmel und Hölle (1963) und Rotbart (1965). Ab den 1970ern litt Kurosawa vermehrt an depressiven Schüben, weshalb seine Produktivität stark zurückging. Die Popularität seiner Werke verblieb jedoch und viele seiner späteren Filme, wie zum Beispiel Dersu Usala (1975), Kagemusha – Der Schatten des Kriegers (1980), Ran (1985) und Träume (1990), gelten allgemein als Klassiker der Filmgeschichte und wurden mehrfach prämiert, darunter mit dem Oscar.
1990 wurde Kurosawa mit dem Ehrenoscar für sein Lebenswerk geehrt und posthum von CNN zum „Asiaten des Jahrhunderts“ in der Kategorie „Kunst, Literatur und Kultur“ ernannt. Auch viele Jahre nach seinem Tod erscheinen zahlreiche Retrospektiven, Studien und Biografien über ihn und seinen Werdegang in visueller und auditiver Form.

## Biografie

### Kindheit und Anfänge in der Filmindustrie (1910–1945)

#### Kindheit und Jugend (1910–1935)
Akira Kurosawa kam am 23. März 1910 im Ōmori-Distrikt in Tokio als jüngstes von acht Kindern zur Welt. Sein Vater Isamu (1864–1948), Mitglied einer Samurai-Familie aus der Präfektur Akita, war Direktor einer Mittelschule, während seine Mutter Shima (1870–1952) Teil einer in Osaka ansässigen Händlerfamilie war. Einer seiner Brüder verstarb bereits im jungen Alter, während seine zwei ältesten Brüder bereits eigene Familien gründeten, womit er mit drei Schwestern und zwei Brüdern verblieb.
Kurosawa beschreibt seine Mutter als eine sehr sanfte Person, seinen Vater hingegen als sehr streng. Er legte bei der Erziehung der Söhne weniger Wert auf eine künstlerische als auf eine traditionelle, spartanisch-militärische Ausbildung. Zudem war er sehr affin gegenüber westlichen Traditionen, insbesondere Theaterstücken und Filmen aus dem westlichen Raum, denen er großen pädagogischen Wert zusprach. Aufgrund dessen entwickelte Kurosawa bereits im jungen Alter eine Faszination für westliche Unterhaltung, die später einen großen Einfluss auf seine Filme haben sollte. Der junge Akira interessierte sich für Kunst und Malerei, wobei vor allem ein Lehrer in der Grundschule dieses Interesse erkannt und gefördert haben soll. Die sportlich-militärische Komponente seiner schulischen Ausbildung, welche großteils aus Kendō-Training bestand, blieb ihm hingegen fremd. Sein Vater, „obgleich ein unflexibler Militär“, laut Kurosawa, unterstützte diese künstlerische Ader.
Weiteren großen Einfluss auf Kurosawas späteres Schaffen nahm sein älterer Bruder Heigo. Nach dem Großen Kantō-Erdbeben von 1923 zwang er den damals 13-jährigen Akira, ihn zum Katastrophengebiet zu begleiten, um ihn mit seinen Ängsten zu konfrontieren und die Verwüstung genauer zu betrachten. Dieses Ereignis stellte die Basis für Kurosawas spätere Karriere dar, in welcher er eigene Ängste, Traumata und Probleme häufig artistisch in seinen Filmen verarbeitete.
Nach der Mittelschule ging Kurosawa 1927 an die Doshusha-Schule für westliche Malerei. Seinen Lebensunterhalt verdiente er sich mit Illustrationen und Malerei aller Art, allerdings eher erfolglos. In dieser Zeit war er eng verbunden mit seinem Bruder Heigo, der sich zunehmend von seiner Familie absonderte und eine erfolgreiche Karriere als Benshi im Stummfilm-Geschäft führte. Durch seine Kontakte in der Filmbranche begeisterte Heigo den jungen Akira für sämtliche Formen von Unterhaltung, unter anderem alte Samurai-Geschichten, lokale Literatur, Zirkus und das Medium Film. Durch die aufsteigende Popularität des Tonfilms wurde Heigo Anfang der 1930er-Jahre arbeitslos und verfiel daraufhin in eine starke Depression, die in seinem Suizid 1933 ihren tragischen Höhepunkt fand. Kurosawa konnte laut eigenen Angaben den Suizid seines Bruders nie komplett verwinden. Das Ereignis sollte später viele seiner Werke beeinflussen, die zu großen Teilen Heigo gewidmet wurden.

#### Erste Schritte im Filmgeschäft (1935–1941)

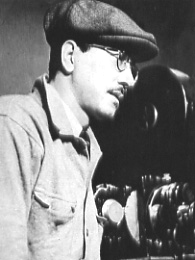
Kurosawas Entdecker und Mentor Kajiro Yamamoto

1935 suchte das neugegründete Filmstudio Photo Chemical Laboratories (kurz: P.C.L.), später bekannt unter dem Namen Tōhō, nach Bewerbern für die Stelle des Regieassistenten. Trotz Zweifeln an seiner eigenen Kompetenz schrieb Kurosawa das verlangte Essay zu dem Thema „Was sind die fundamentalen Mängel am japanischen Film und wie können sie überwunden werden“. Ohne Hoffnung, in die engere Auswahl zu gelangen, verfasste Kurosawa ein sehr zynisches Essay mit der Grundaussage, dass Mängel, die fundamental seien, bereits per Definition nicht überwunden werden könnten. Der Regisseur und P.C.L.-Mitarbeiter Kajirō Yamamoto, der später Kurosawas Mentor werden sollte, war von dessen Essay wider Erwarten sehr angetan und bezeichnete ihn als „charismatisch“. Kurosawa gelangte in die engere Auswahl und durfte, mit Unterstützung von Yamamoto, ab Februar 1936 die Stelle als Regieassistent bekleiden.
Während seiner fünfjährigen Tätigkeit als Regieassistent arbeitete Kurosawa mit mehreren japanischen Filmregisseuren zusammen, der signifikanteste blieb aber Yamamoto, mit dem er siebzehn Mal kollaborierte. Trotz Kurosawas fehlender Erfahrung beförderte Yamamoto ihn bereits nach einem Jahr zum leitenden Assistenten am Filmset, womit sich seine Verantwortung von Bühnenkonstruktionen bis hin zur Überarbeitung des Drehbuchs, Beleuchtung, Synchronisation, Tonproduktion etc. erweiterte. Diese Entwicklung gilt als maßgeblich für seine spätere Mentalität, den größten Teil seiner Filmproduktionen selbst zu übernehmen, darunter Drehbuch, Kamera, Schnitt und Regie.
Auf Anraten seines Mentors begann Kurosawa, neben seiner Tätigkeit als Regieassistent eigene Drehbücher zu verfassen und an andere japanische Regisseure zu verkaufen. In kürzester Zeit machte er sich als Drehbuchautor einen Namen und wurde durch diesen Erfolg motiviert, auch in seiner späteren Karriere alle seine Drehbücher selbst zu verfassen. Selbst bis in die 1960er, als er bereits international erfolgreich war, verfasste Kurosawa sporadisch noch Drehbücher für andere Regisseure.

#### Erste Filme und Ehe (1942–1945)
Gegen Ende des Jahres 1942, circa ein Jahr nach dem Angriff auf Pearl Harbor, veröffentlichte der japanische Autor Tsuneo Tomita seine Novelle Sanshiro Sugata, eine von dem Roman Musashi inspirierte Judo-Geschichte. Kurosawa, dessen Interesse durch die Reklame für das Buch geweckt wurde, kaufte die Novelle am Tag der Veröffentlichung, las sie am selben Tag durch und fragte Tomita kurz darauf auf eine filmische Adaption an, die dieser absegnete. Sein Instinkt über die aufkommende Popularität des Werkes erwies sich als korrekt, da bereits wenige Tage später viele weitere japanische Filmstudios die Rechte an der Novelle kaufen wollten.
Die Dreharbeiten zur Adaption begannen im Dezember 1942 in Yokohama und verliefen großteils reibungslos, das Erlangen der Publikationsbewilligung von den japanischen Zensurbehörden war hingegen problematisch. Sie bezeichneten den Film als „unangenehm britisch-amerikanisch“ und kontraproduktiv für den Pazifikkrieg; erst eine Intervention des bekannten Regisseurs Ozu Yasujirō konnte die Behörde umstimmen. Der Film erschien schließlich am 25. März 1943 als Judo Saga – Die Legende vom großen Judo in den japanischen Kinos und war bei der Kritik wie auch kommerziell ein lokaler Erfolg. Trotz allem fassten die Zensurbehörden bei der Neuveröffentlichung des Films 1946 den Entschluss, ihn um 17 Minuten kürzen zu lassen, um „verfassungsfeindliches Material“ zu entfernen. Der verlorene Inhalt gilt bis heute als verschollen.

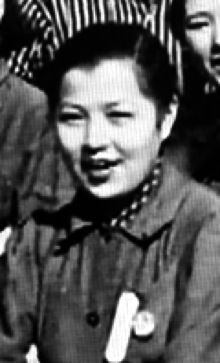
Yōko Yaguchi, beim Dreh von Am Allerschönsten

Kurosawas nächstes Projekt, der Propaganda-Film Am Allerschönsten, stellt inhaltlich eine Ausnahme in seiner Filmografie dar. Kurosawa, der im Gegensatz zu vielen anderen bekannten Persönlichkeiten seiner Zeit politisch eher neutral auftrat, behandelte in dem Film stark subjektiv gefärbt Fabrikarbeiterinnen während des Zweiten Weltkrieges und weist dabei auch eindeutig patriotische Züge auf. Der Ursprung dafür ist unbekannt, die am weitesten verbreitete Theorie sieht allerdings Kurosawas angespanntes Verhältnis zur japanischen Zensurbehörde und zum Verfassungsschutz als maßgeblich und deutet den stilistischen und inhaltlichen Umbruch als beschwichtigende Geste. Der Produktionsverlauf des Films stellt auch eine Besonderheit dar, da Kurosawa von seinen Darstellern forderte, während der Filmproduktion in einer Fabrikhalle zu wohnen, nur in der Kantine zu essen und sich gegenseitig nur mit ihren fiktiven Namen anzusprechen. Diese ungewöhnliche Produktion steht im Kontrast zu dem üblich ablaufenden Verlauf seines Debüt-Werkes und markiert den Anfang seiner Angewohnheit, ähnlich drastische Mittel in zukünftigen Filmen anzuwenden, um diese authentischer wirken zu lassen.
Viele der Schauspieler zeigten sich über die perfektionistische Verhaltensweise Kurosawas erzürnt und wählten deswegen Yōko Yaguchi, die Hauptdarstellerin des Films, zur Diskussion mit ihm aus. Paradoxerweise sorgten die Diskussionen zwischen beiden nicht für Zwiespalt, stattdessen verliebten sie sich ineinander und heirateten noch ein Jahr später, am 21. Mai 1945. Das Paar hatte zwei Kinder, einen Jungen namens Hisao und ein Mädchen namens Kazuko, und blieb bis zu Yaguchis Tod 1985 zusammen.
Kurz vor seiner Hochzeit wurde Kurosawa von seinem Filmstudio unter Druck gesetzt, eine Fortsetzung zu seinem Debütfilm zu drehen. Kurosawa lehnte die Idee zunächst vehement ab, gab nach längerer Diskussion aber nach und veröffentlichte im Mai 1945 den Film Sugata Sanshiro Fortsetzung. Der Film war an der Kinokasse zwar erfolgreich, gilt aber unter Zuschauern und dem Regisseur selbst als sein schwächster Film.
Wegen der Kontroverse um seinen ersten Film und des laut eigenen Angaben unnötig hohen Budgets für dessen Fortsetzung entschied sich Kurosawa für sein nächstes Projekt, einen Film zu produzieren, der kostengünstiger und zensurfreundlicher sein sollte als diejenigen davor. Die Dreharbeiten zu Die Männer, die auf des Tigers Schwanz traten, basierend auf dem Kabuki-Drama Kanjinchō und mit dem namhaften Schauspieler Enomoto Ken’ichi, wurden im September 1945 beendet. Parallel kapitulierte Japan und die Besatzungszeit in Japan begann, weshalb der Film von den neuen, amerikanischen Zensurbehörden kontrolliert werden musste, die ihn als „zu feudal“ einstuften und auf den Index setzten. Ironischerweise hätte der Film aber dasselbe Schicksal erlitten, wenn Japan nicht kapituliert hätte, da alte Dokumente japanischer Behörden aufzeigen, dass diese ihn für „zu westliche und demokratische Werte“ auf den Index setzen wollten. Erst sieben Jahre später, 1952, wurde der Film zusammen mit seinem neuen Werk Ikiru – Einmal wirklich leben veröffentlicht.

### Nachkriegszeit bisRotbart

#### Erste Nachkriegswerke (1946–1950)
Inspiriert durch die demokratischen Werte der westlichen Besatzung, gedachte Kurosawa von nun an, Filme zu produzieren, die sich mehr am individualistischen Weltbild orientieren. Der erste dieser Filme sollte 1946 Kein Bedauern für meine Jugend werden, eine Kritik an der politischen Unterdrückung durch das japanische Regime im Zweiten Weltkrieg. Motiviert wurde er besonders durch den „Takigawa-Vorfall“ sowie den Kriegsspion Hotsumi Ozaki, aber auch durch seine eigenen Erfahrungen mit der inländischen Zensur. Der Protagonist ist – untypisch für den Regisseur – eine Frau, Yukie (gespielt von Setsuko Hara), die in einer wohlhabenden Familie aufwächst und durch die Krisen ihrer Mitmenschen ihre eigenen Ideale hinterfragt. Das originale Drehbuch musste mehrere Male umgeschrieben werden und wurde wegen seiner kontroversen Themen und weil die Hauptfigur eine Frau ist, von Kritikern seiner Zeit gespalten aufgenommen. Dennoch war der Film kommerziell und bei Zuschauern ein großer Erfolg, und Variationen des Filmtitels etablierten sich als Schlagwörter für die Nachkriegszeit.

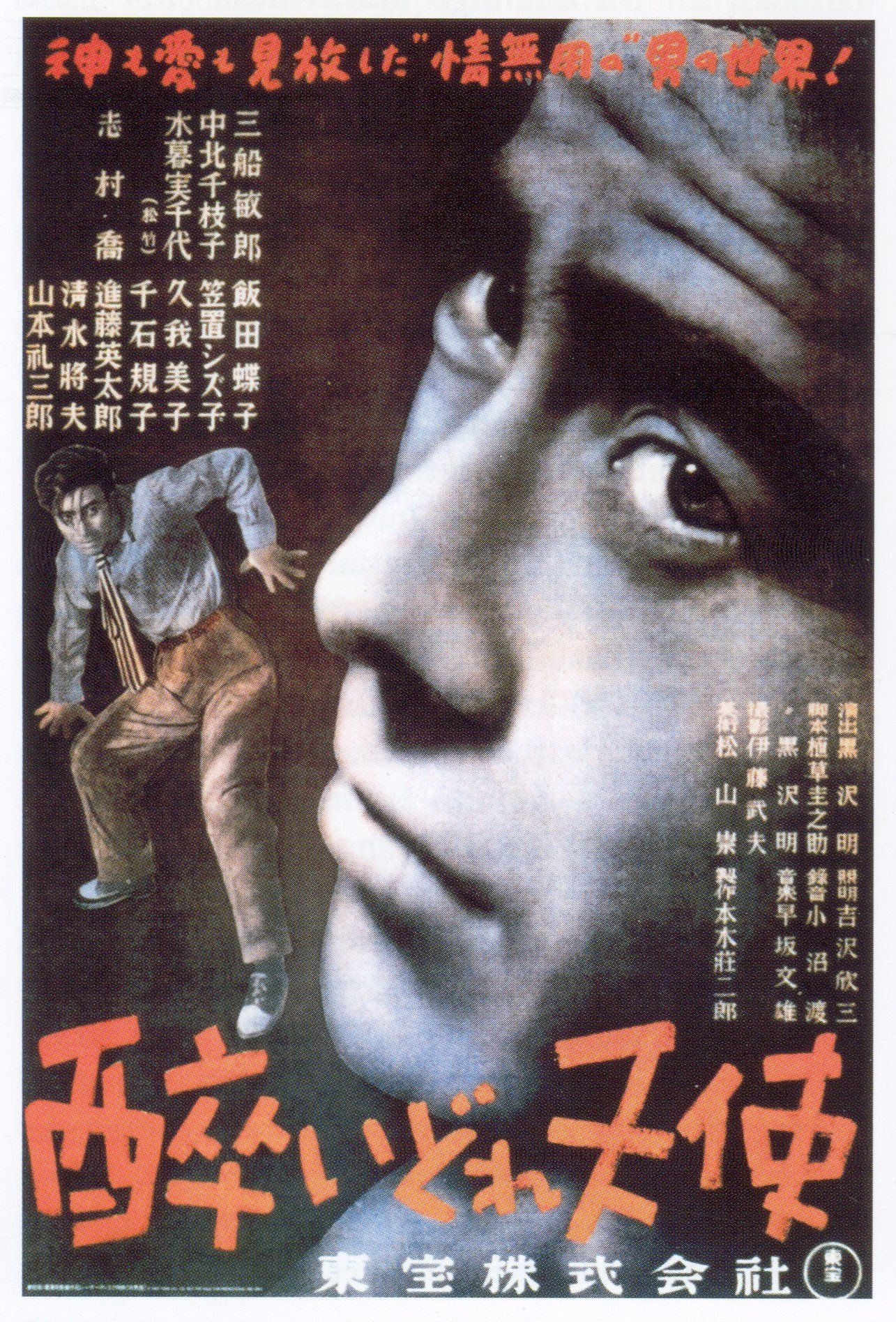
Offizielles Filmposter zur Erstveröffentlichung von Engel der Verlorenen, 1948

Der Liebesfilm Ein wunderschöner Sonntag feierte seine Premiere im Juli 1947 und erzählt die Geschichte eines jungen Paares, das inmitten der Verwüstung Japans ihre ersten gemeinsamen Ferien genießen will. Der Film wurde stark durch David Wark Griffith, Frank Capra und Friedrich Wilhelm Murnau beeinflusst, die alle drei zu Kurosawas Lieblingsregisseuren gehörten, und stellt mit dem wiederholten Durchbrechen der vierten Wand eine Besonderheit in seiner Filmografie dar. Im selben Jahr erschien mit Pfad des Schnees, unter Regie von Senkichi Taniguchi, zu dem Kurosawa das Drehbuch verfasst hatte. Der Film ist insofern besonders, als in ihm der aufstrebende Jungschauspieler Toshirō Mifune debütierte, der Kurosawa dermaßen überzeugen konnte, dass dieser ihm trotz der Skepsis der anderen Casting-Juroren einen Vertrag bei Tōhō verschaffte. Mifune spielte in sechzehn von Kurosawas späteren Filmen, in den meisten Fällen in der Hauptrolle.
Engel der Verlorenen gilt für viele, ihn eingeschlossen, als Kurosawas erstes großes Werk; es war der Beginn seiner fast im Jahrestakt erscheinenden Reihe an Kritiker- und Publikumslieblingen. Obwohl das Drehbuch durch den Einfluss der amerikanischen Zensur mehrere Male umgeschrieben wurde, sagte Kurosawa später, der Film sei der erste gewesen, in dem er sich frei habe entfalten können. Die Geschichte folgt einem Arzt und Alkoholiker, der einen Yakuza mit Tuberkulose retten will, und begründete die Zusammenarbeit zwischen Kurosawa und Toshirō Mifune. Obwohl Mifune nicht für die Hauptrolle engagiert wurde, die Takashi Shimura, ein langjähriger Arbeitskollege Kurosawas, innehatte, begeisterte seine Leistung als Gangster die Beteiligten am Filmset so sehr, dass Kurosawa kurzfristig die Dramaturgie des Films uminszenierte und den Fokus von Shimura mehr zu ihm verlagerte. Engel der Verlorenen hatte im April 1948 in Tokio Premiere und wurde von Kritikern und Zuschauern euphorisch aufgenommen. Unter anderem prämierte Kinema Junpo, das älteste und bekannteste Filmmagazin in Japan, ihn zum Film des Jahres.
Durch den Erfolg des Films motiviert, gründete Kurosawa mit dem Produzenten Sōjirō Motoki sowie den Regisseuren Kajiro Yamamoto, Mikio Naruse und Senkichi Taniguchi das Filmstudio Eiga Geijutsu Kyōkai (deutsch: Filmkunst-Verbund). Zur Einweihung des Studios veröffentlichte Kurosawa im März 1949 den Film Das stumme Duell, seine einzige Adaption eines Theaterstücks. Für die Hauptrolle wurde Toshirō Mifune als aufstrebender Arzt eingestellt, der mit den Folgen seiner Syphilis-Erkrankung zu kämpfen hat. Die Intention Kurosawas war hierbei, die Krise Mifunes zu durchbrechen, der durch seine Darstellung in Engel der Verlorenen von anderen Regisseuren als Gangster getypecasted wurde, aber auch in anderen Rollen brillieren wollte. Trotz der sehr kurzen Arbeit an dem Film – Kurosawa selbst sah ihn eher als kleines Nebenprojekt denn als wirklich groß durchdachtes Werk – bekam dieser gute Kritiken und konnte auch an der Kinokasse überzeugen. Auch in der Retrospektive bekommt der Film noch gute Rezensionen, wenn auch viele Kritiker ihn als einen der weniger bedeutenden in Kurosawas Filmografie einordnen.
Sein zweiter Film desselben Jahres, Ein streunender Hund, stellt Kurosawas ersten von insgesamt drei Films noirs dar. Der Detektivfilm beschreibt metaphorisch die Stimmung Japans während der Nachkriegszeit durch die Geschichte eines jungen Polizisten, gespielt von Mifune, der auf der Suche nach seiner gestohlenen Waffe ist. Wie in seinen meisten Filmen stammen Regie, Casting und Drehbuch von Kurosawa, der sich in diesem Fall stilistisch an dem Kriminalautor Georges Simenon orientierte. In einer ikonischen, wortlosen, achtminütigen Sequenz durchsucht der Polizist die Straßen nach seiner Waffe. Die Szene wurde später von zahlreichen Regisseuren, unter anderem Francis Ford Coppola und Andrei Tarkovsky, imitiert. Eine weitere Besonderheit des Films sind die Bilder des zerstörten Tokio, die reales Material des befreundeten Regisseurs Ishirō Honda zeigen, der später mit Godzilla seinen Durchbruch haben sollte. Der Film war kritisch und kommerziell ein ähnlich großer Erfolg wie Engel der Verlorenen und gilt zudem als Begründer des später international populären Buddy-Cop-Films sowie des japanischen Detektivfilms im Allgemeinen.
Der Film Skandal, publiziert 1950 durch Shōchiku, ist eine Kritik an der aufkommenden japanischen Boulevardpresse, insbesondere an ihrer Missachtung der Privatsphäre, und stark durch die eigenen Erfahrungen des Regisseurs inspiriert. Durch seinen Wechsel von Gerichtssaal-Konversationen und langen, philosophischen Monologen über Meinungsfreiheit und soziale Verantwortung wurde das Endprodukt des Films stark experimentell, sehr zum Missfallen Kurosawas, der ihn später als unfertig und unfokussiert bezeichnete. Dennoch wurde der Film, wie die davor, in jeder Hinsicht lokal erfolgreich. Doch war es erst sein zweites Werk desselben Jahres, Rashomon – Das Lustwäldchen, das ihn und das japanische Kino überhaupt zu einer internationalen Größe machen sollte.

#### Internationaler Erfolg (1950–1958)

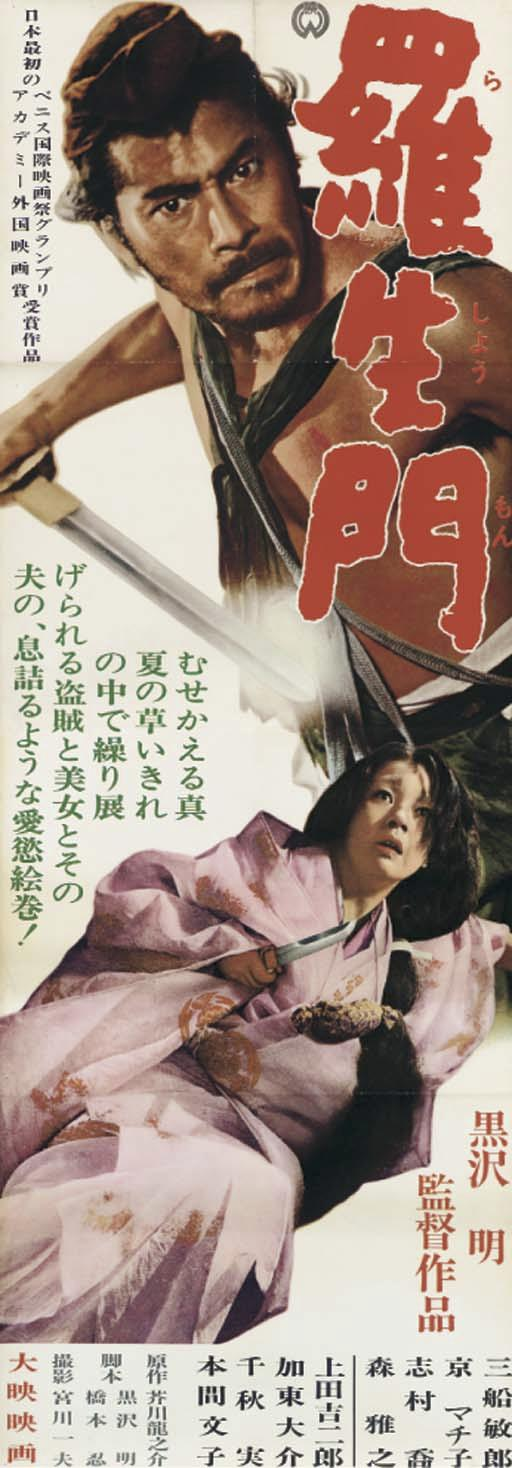
Werbeplakat für Kurosawas internationalen Durchbruch Rashomon

Nach Fertigstellung von Skandal fragte das Filmstudio Kadokawa Daiei Kurosawa erfolgreich auf eine Zusammenarbeit an. Inspiriert durch die Kurzgeschichte Im Gehölz des bekannten Autors Akutagawa Ryūnosuke, die die Vergewaltigung einer Samurai-Frau in verschiedenen Blickwinkeln beschreibt, begann Kurosawa Mitte des Jahres die Arbeit an dem dazugehörigen Skript, das im Juni 1950 nach mehrmaligem Umschreiben fertiggestellt wurde. Anders als für seine vorangegangenen, von Toho finanzierten Filme kalkulierte Kurosawa für das Projekt ein relativ geringes Budget ein. Kadokawa Daiei zeigte sich demnach begeistert und begann bereits kurz später mit dem Casting.
Die Dreharbeiten zu Rashomon – Das Lustwäldchen begannen am 7. Juli 1950 und endeten am 17. August desselben Jahres. Als Schauplatz fungierte der Primärwald in Nara. Die Postproduktion wurde nach Komplikationen durch einen Studiobrand in einer Woche erledigt, sodass der Film noch am 25. August 1950 im Kaisertheater in Tokio Premiere feiern konnte; einen Tag später erfolgte die nationale Groß-Veröffentlichung. Der Film war, wie die meisten Filme Kurosawas bis dahin, bei Kritikern und kommerziell ein lokaler Erfolg, international aber noch unbekannt.
Durch den kommerziellen Erfolg von Rashomon und seine künstlerische Freiheit, nicht bloß an ein Produktionsstudio gebunden zu sein, erfüllte sich Kurosawa für seinen nächsten Film einen Wunsch und adaptierte mit Der Idiot den gleichnamigen Roman seines Lieblingsautors Fjodor Michailowitsch Dostojewski. Zwar änderte er den Ort der Handlung von Russland zu Hokkaidō in Japan; davon abgesehen ist die Adaption aber sehr originalgetreu, womit sie eine Ausnahme in der Filmografie des Regisseurs darstellt, der bei Adaptionen bekannter Werke für gewöhnlich bloß die grobe Prämisse übernahm. Die erste Fassung des Films belief sich auf circa viereinhalb Stunden, sehr zum Missfallen des Produktionsstudios Shōchiku, das ihn als zu lang für den typischen Zuschauer einstufte und von 265 auf 166 Minuten kürzte. Die Geste begründete eine lange Feindschaft zwischen Shōchiku und Kurosawa, der einigen Quellen nach sogar verlangt habe, den Film in der gekürzten Form nicht zu publizieren, und erst auf die Bitte der Darstellerin Setsuko Hara hin die Veröffentlichung bewilligte. Die Versöhnung beider Parteien erfolgte erst vierzig Jahre später und resultierte in ihrer dritten und letzten Zusammenarbeit Rhapsodie im August. Dem britischen Regisseur und engen Vertrauten Alex Cox zufolge durchsuchte Kurosawa zu dieser Gelegenheit die Archive des Studios erfolglos auf die originale Fassung des Films, welche bis heute als verschollen gilt.
Die editierte Fassung wurde am 23. Mai 1951 zu gemischten Stimmen erstveröffentlicht und wird auch noch heute von Kritikern als einer der schwächsten Filme des Regisseurs eingestuft, insbesondere wegen der schwer zu verfolgenden Handlung, die durch den radikalen Schnitt Shōchikus unzusammenhängend erscheint und durch Titelkarten erklärt werden muss. An den Kinokassen konnte der Film dennoch überzeugen, nicht zuletzt wegen Kurosawas neugewonnener Popularität sowie Setsuko Haras Mitwirken.
Parallel wurde Rashomon – Das Lustwäldchen durch die Bemühungen der italienischen Filmrepräsentantin Giuliana Stramigioli bei den prestigeträchtigen Internationalen Filmfestspiele von Venedig nominiert, die ihn in die engere Auswahl zuließen. Entgegen allen Erwartungen gewann der Film am 10. September 1951 mit dem Goldenen Löwen den Höchstpreis und überraschte damit nicht nur Kurosawa samt Studio, sondern auch die internationale Filmlandschaft, der Produkte aus Japan zuvor über Jahrzehnte völlig unbekannt gewesen waren.
Nachdem Kadokawa Daiei den Film für kurze Zeit mit Untertiteln an diverse Kinos im Raum Los Angeles verkauft hatte, sicherte sich RKO Pictures die Rechte an Rashomon in den USA. Der Kauf galt seinerzeit als großes Risiko, da der einzige zuvor in den USA veröffentlichte japanische Film, Frau, sei wie eine Rose von Mikio Naruse, bei Kritikern und Zuschauern ein Flop gewesen war. Die Aktion zahlte sich am Ende aber aus. Rashomon wurde, nicht zuletzt durch die euphorische Kritik und Werbung unter anderem von Ed Sullivan, ein großer Erfolg und festigte Kurosawas Namen in den Reihen der bekanntesten Regisseure jener Zeit, neben großen Namen wie Alfred Hitchcock und Billy Wilder. Beispielsweise wurde Rashomon, der 1950 erst als Heim-Produktion in ausgewählten Kinos in Japan lief, bereits Mitte 1952 als erster asiatischer Film überhaupt weltweit veröffentlicht.
Der Erfolg des Films verhalf der japanischen Filmindustrie im westlichen Markt zu großer, bis heute andauernder Aufmerksamkeit und Popularität und löste damit den italienischen Neorealismus ab, der sich durch Regisseure wie Roberto Rossellini, Federico Fellini oder Vittorio De Sica über lange Zeit großer Beliebtheit erfreute. Zu den japanischen Regisseuren, die durch das Nachbeben von Rashomon nachträglich im westlichen Raum mit Filmpreisen prämiert und kommerziell veröffentlicht wurden, zählen Mizoguchi Kenji und Ozu Yasujirō. Noch viele Jahre später zeigte sich der westliche Markt offen gegenüber der neuen Generation japanischer Filme-Macher wie Kon Ichikawa, Masaki Kobayashi, Nagisa Ōshima, Shōhei Imamura, Jūzō Itami, Takeshi Kitano und Takashi Miike.
Durch seinen internationalen Durchbruch fühlte sich Kurosawa künstlerisch und auch finanziell frei, sodass er sich mit seinem nächsten Film den Wunsch erfüllte, ein weiteres Drama zu verfilmen. Das Resultat wurde Ikiru – Einmal wirklich leben, ein Film über einen an Magenkrebs leidenden Bürokraten namens Watanabe, der vor seinem Tod auf Sinnsuche geht. Trotz der düsteren Thematik behandelt das Drehbuch sowohl die bürokratische Nische des Protagonisten als auch die kulturelle Kolonialisierung Japans durch die USA mit einer satirischen Herangehensweise, die von zeitgenössischen Rezensionen häufig mit Bertolt Brecht verglichen wurde. Ikiru feierte seine Eröffnung am 9. Oktober 1952 zu euphorischen Ticket-Verkäufen und Kritiken, nicht zuletzt durch den satirischen Ton, der von der Allgemeinheit als erfrischende Generalüberholung des ansonsten meist kitschigen Drama-Genres wahrgenommen wurde. Auch bis heute wird Ikiru in zahlreichen Listen als einer der besten Filme aller Zeiten geführt.

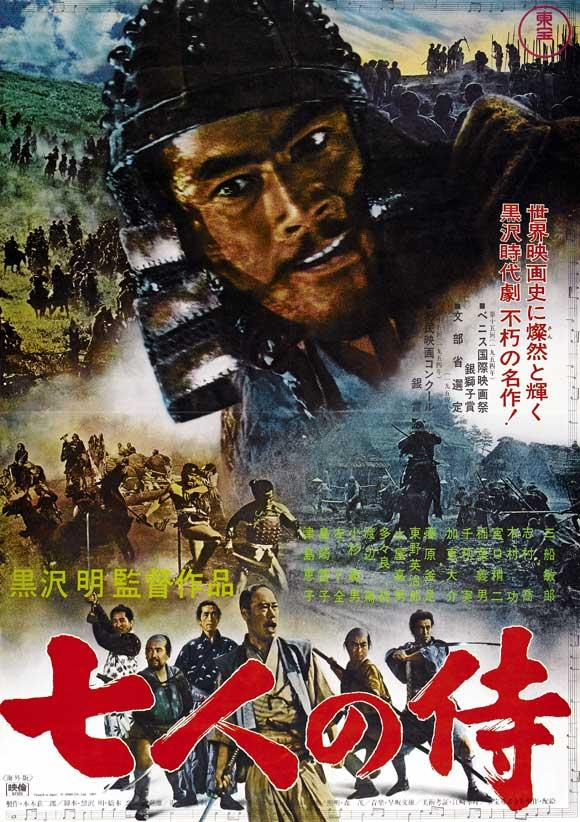
Filmposter für Die sieben Samurai, 1954, eine von Kurosawas geliebtesten Produktionen

Im Dezember desselben Jahres buchte sich Kurosawa für 45 Tage ein Zimmer in einem abgelegenen Gasthof, um dort in Isolation an dem Skript eines neuen Films zu arbeiten: Die sieben Samurai. Das Ensemble war sein erster Samuraifilm, das Genre, das er mit diesem und einigen seiner späteren Werke revolutionieren sollte. Die Geschichte über ein ärmliches Dorf in der Sengoku-Zeit, das eine Gruppe von Samurai anheuert, um sich vor Banditen zu schützen, wurde im epischen Stil aufbereitet: Mit einer großen Anzahl an Darstellern, akribisch detaillierten Action-Sequenzen und einer Laufzeit von circa dreieinhalb Stunden.
Die Vorproduktion dauerte um die drei Monate, die Proben noch einen weiteren. Als besonders exzessiv gelten allerdings die Dreharbeiten, die um die 148 Tage (fast fünf Monate) über den Zeitraum von etwa einem Jahr in Anspruch nahmen. Der Dreh war von zahlreichen Komplikationen begleitet, unter anderem verkalkulierte sich Kurosawa bei dem Budget des Filmes und musste parallel über mehrere Ecken Geld auftreiben, um die immensen Kosten bezahlen zu können. Dieser Stress bereitete ihm auch gesundheitliche Probleme, was sich ebenso kontraproduktiv auf die Produktion auswirkte. Der Film startete schließlich im April 1954, ein halbes Jahr nach dem geplanten Kinostart und mit einem dreimal so hohen Budget wie ursprünglich geplant, womit er der bis dahin teuerste japanische Film aller Zeiten war. Wie die zwei vorangegangenen Werke Kurosawas wurde das Epos von Kritikern in den Himmel gelobt und entwickelte sich schnell international zu einem Kassenschlager sondergleichen. Der Ruf des Films stieg über die Zeit noch weiter an und mittlerweile gilt er als einer der besten Filme aller Zeiten. 1979 beispielsweise wählten ihn diverse japanische Regisseure in einer Umfrage zum besten japanischen Film aller Zeiten, die Zeitschrift Sight & Sound vom British Film Institute setzte den Film auf Platz 17 der besten Filme aller Zeiten und in der Internet Movie Database rangiert er aktuell auf dem fünfzehnten Platz.
1954 verursachten Nukleartests radioaktiven Niederschlag über weiten Teilen Japans; besonders die Verstrahlung der Besatzung des japanischen Fischkutters Glücklicher Drache V sorgte für Schlagzeilen und Unruhen bei der japanischen Bevölkerung. Geplagt von Panikattacken und Paranoia veröffentlichte Kurosawa seinen Beitrag im November 1955 in Form des Films Bilanz eines Lebens, einer semi-autobiografischen Geschichte über einen alten Fabrikbesitzer, der aus Angst vor einem Nuklearangriff jedes seiner Familienmitglieder (blutsverwandt und außerehelich) entschlossen auf eine vermeintlich sichere Farm in Brasilien verlagern möchte. Die Produktion verlief über weite Strecken wesentlich konfliktloser als die seiner vorangegangenen Filme, bis zu dem Tod seines Komponisten und engem Freund Fumio Hayasaka durch Tuberkulose wenige Tage vor Drehschluss. Der Film-Soundtrack wurde durch Masaru Satō beendet, der auch die Musik für Kurosawas nächste acht Filme komponieren sollte. Bilanz eines Lebens war ein kritischer und finanzieller Erfolg, blieb allerdings weit hinter der Reputation seines Vorgängers. Über die Jahre gewann der Film dennoch zunehmend an Popularität und gilt mittlerweile bei vielen namhaften Rezensenten als eine der besten psychoanalytischen Darstellungen menschlicher Ängste in Filmformat.

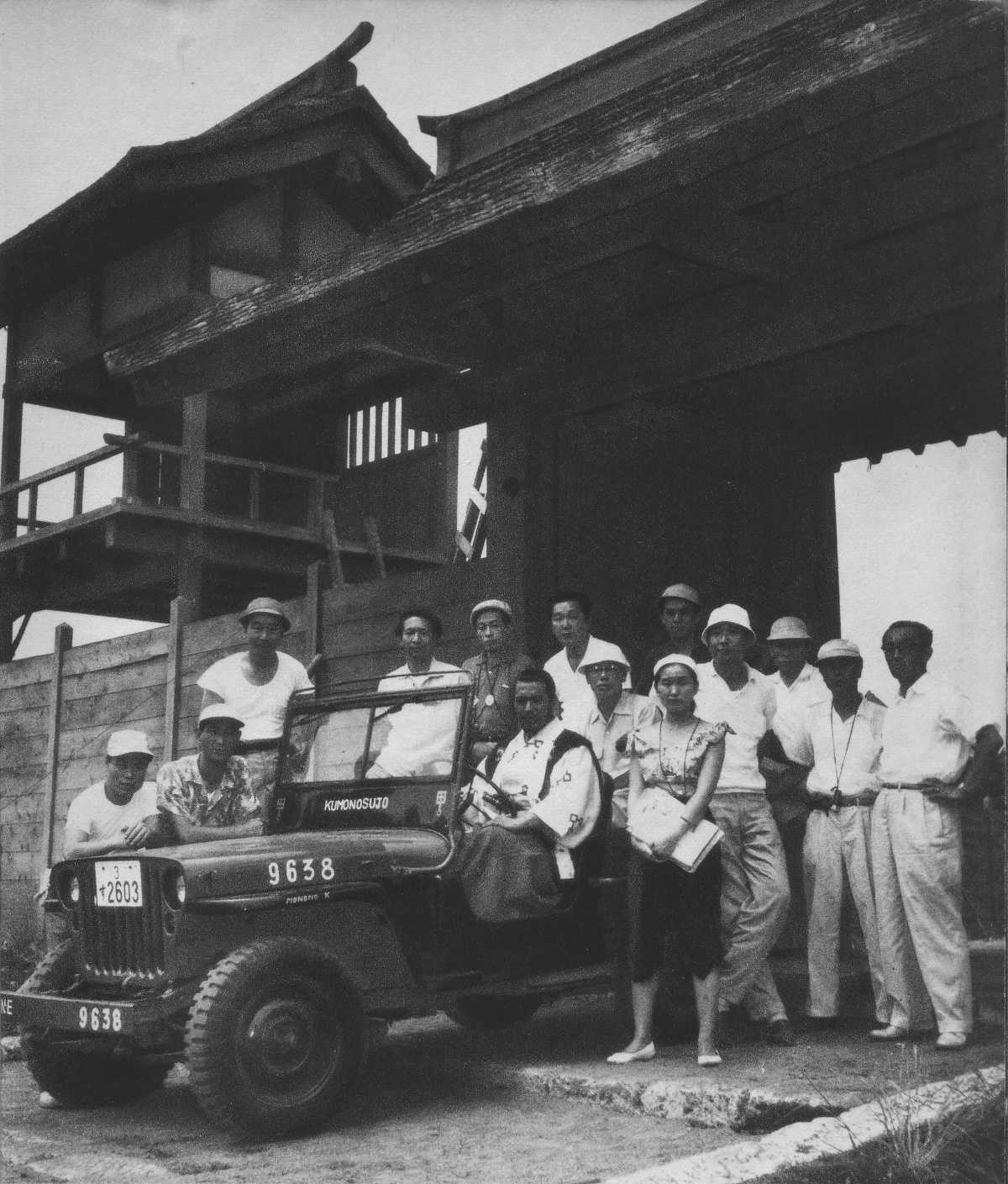
Hinter den Kulissen von Das Schloss im Spinnwebwald

Kurosawas nächstes Projekt Das Schloss im Spinnwebwald, eine grobe Adaption von William Shakespeares Macbeth, präsentierte eine ambitionierte Umgestaltung des englischen Werkes in einen japanischen Kontext. So instruierte der Regisseur beispielsweise seine Hauptdarstellerin Yamada Isuzu, das Werk als eine cineastische Darstellung japanischer Literatur anzusehen, anstatt europäischer. Um dem Film die einzigartige Atmosphäre altertümlicher japanischer Literatur zu verleihen, sowie als Tribut für japanische Theaterkunst im Allgemeinen, forderte Kurosawa seine Darsteller dazu auf, Gestikulation und Betonung aus dem traditionellen Nō-Theater zu erlernen und anzuwenden. Das Endprodukt erschien am 15. Januar 1957 in Japan und am Folgetag international zu sehr guten Kritiken und erneutem finanziellen Erfolg. Bis heute wird Das Schloss im Spinnwebwald als einer der besten Filme Kurosawas gelistet und gilt trotz der kreativen Freiheiten gegenüber dem Original als eine der populärsten Shakespeare-Adaptionen.
Eine weitere lose Adaption eines klassischen europäischen Theaterstücks folgte mit Nachtasyl, basierend auf dem gleichnamigen Stück von Maxim Gorki. Die Geschichte über ein Ehepaar, das zur Edo-Zeit Betten an Fremde vermietet und daraufhin in ungeahnte Situationen verwickelt wird, spielt im Mai und Juni 1957, korrelierend mit der Zeit des Drehs. Im Gegensatz zu Das Schloss im Spinnwebwald, einem teuren und sehr ambitioniertem Film, wurde Nachtasyl nur an zwei eingeengten Filmsets gedreht, mit der Absicht, die emotionale Einschränkung der Charakter pointieren zu können. Anders als bei Kurosawas erster Interpretation russischer Literatur, Der Idiot, wurde der Versuch von Zuschauern und Rezensenten als erfolgreich empfunden. Nachtasyl wird bis heute häufig als eines der unterschätztesten Werke des Regisseurs angesehen.
Die Atmosphäre der drei auf Die sieben Samurai folgenden Filme wurde zunehmend pessimistischer und düsterer, insbesondere durch die kritische Betrachtung der Frage, ob Erlösung durch Eigenverantwortung wirklich erreicht werden kann. Wenn auch schon Bilanz eines Lebens sehr düster war, wurden besonders die beiden nachfolgenden Filme von jener nihilistischen Philosophie dominiert. Kurosawa merkte dies selbst und entschloss sich demnach bewusst, seinen nächsten Film leichter und unterhaltender zu gestalten, während er sich parallel an dem neuen Breitbildformat probierte, dem insbesondere in Japan steigende Aufmerksamkeit zuteilwurde. Das Resultat, Die verborgene Festung, ist ein komödiantischer Abenteuerfilm über eine mittelalterliche Prinzessin, ihren loyalen General sowie zwei Bauern, die sich gefährlichen Situationen aussetzen, um ihre Heimatregion zu erreichen. Veröffentlicht im Dezember 1958 wurde Die verborgene Festung ein enormer kommerzieller Erfolg und konnte auch die Kritik begeistern, lokal wie international. Heutzutage gilt das Werk als eines der leichtesten Kurosawas, erfreut sich aber dennoch großer Beliebtheit und wird regelmäßig in Bestenlisten des Regisseurs geführt. Der US-amerikanische Filmregisseur George Lucas benannte den Film später als größte Inspiration für seine Space Opera Krieg der Sterne und übernahm zum Teil ganze Szenen als Hommage an Kurosawas Werk.

#### Gründung vonKurosawa Productionsund Ende einer Ära mitRotbart(1959–1965)

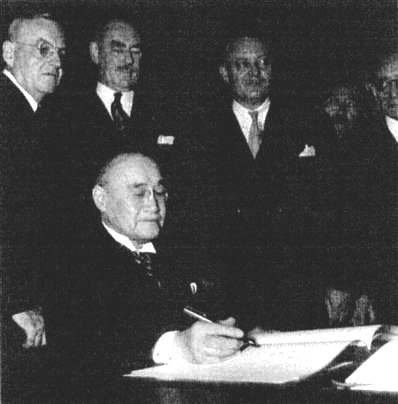
Der damalige japanische Premierminister Shigeru Yoshida beim Unterschreiben des kontroversen Vertrags

Beginnend mit Rashomon begannen Kurosawas Werke immer ambitionierter zu werden; entsprechend stieg auch das Budget stetig an. Aus Vorsicht machte Toho nach Veröffentlichung von Die verborgene Festung den Vorschlag, als Sponsor für ein neues, von Kurosawa geleitetes Unternehmen zu fungieren. Dies hätte für Toho den Vorteil, dass ein kommerzieller Misserfolg keine so hohen potentiellen Verluste mit sich ziehen würde, während Kurosawa freier denn je die Produktion und Veröffentlichung seiner Werke kontrollieren könnte. Kurosawa zeigte sich angetan von der Idee und gründete im April 1959 die Kurosawa Production Company, mit Toho als Investor.
Trotz eines hohen Verlustrisikos wählte Kurosawa zur Einweihung seines Studios seine bisher deutlichste Kritik an der wirtschaftlichen und politischen Elite Japans. Die Bösen schlafen gut ist ein Film noir über einen Mann, der die Hierarchie eines korrupten japanischen Unternehmens infiltriert, um die Verantwortlichen für den Tod seines Vaters zu finden. Das Thema erwies sich als ironisch aktuell: Parallel zur Filmproduktion demonstrierten Menschenmassen auf den Straßen Japans gegen den Vertrag über gegenseitige Kooperation und Sicherheit zwischen Japan und den Vereinigten Staaten, ein Abkommen, das viele junge Japaner als massive Gefahr für die demokratische Verfassung des Landes empfanden, insbesondere durch die klare Machtverlagerung auf große Firmen und Politiker. Der Film erschien, entgegen Kurosawas pessimistischen Erwartungen, im September 1960 zu positiven Zuschauer- und Kritikerstimmen. Insbesondere die 25-minütige Eröffnungssequenz wird häufig als eine der stärksten in der Filmgeschichte benannt.

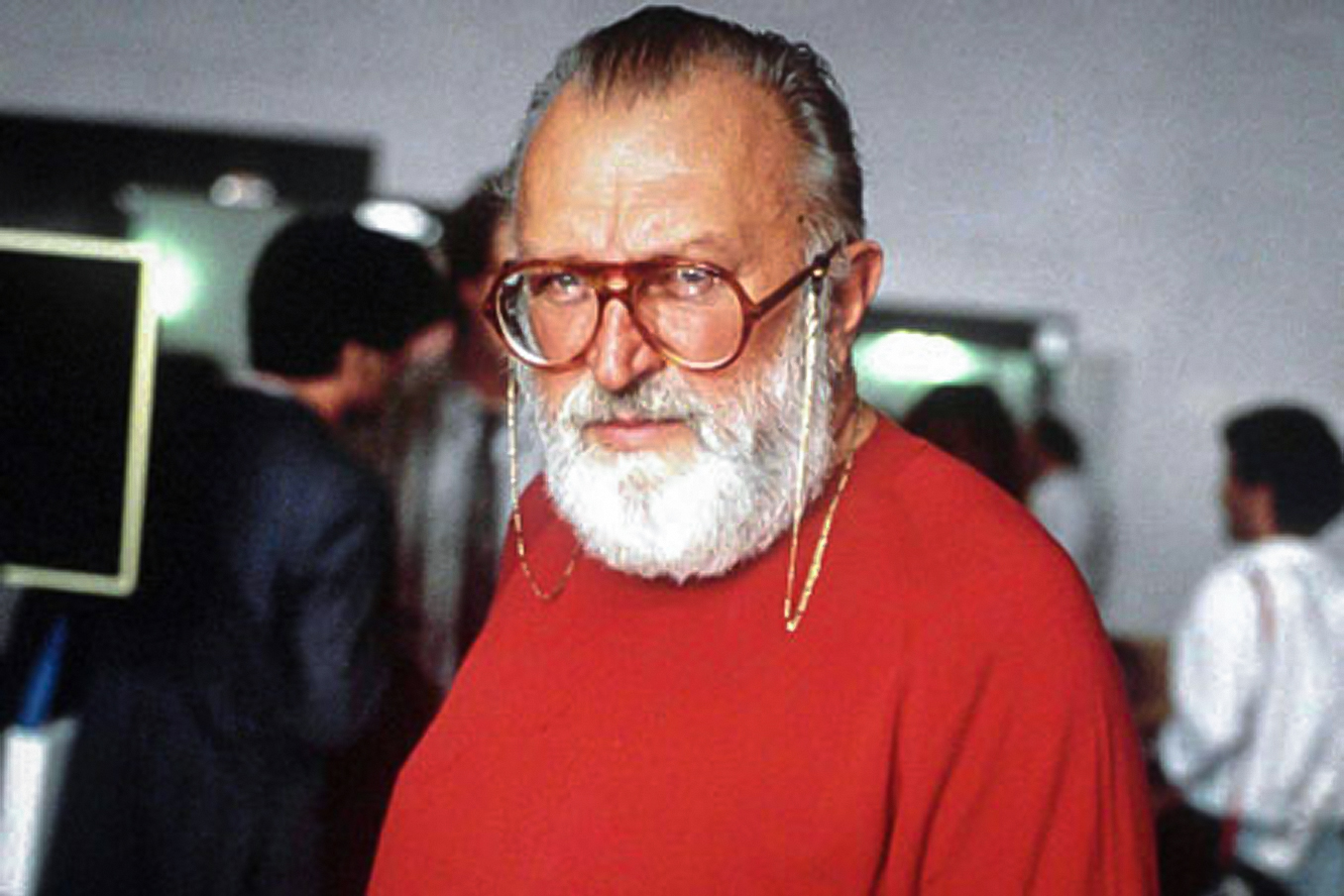
Sergio Leone geriet nach Veröffentlichung seines Films Für eine Handvoll Dollar in einen Rechtsstreit mit Kurosawa und Toho

Yojimbo – Der Leibwächter, Kurosawa Productions’ zweiter Film, behandelt den meisterlosen Samurai Sanjuro, der in eine Stadt im 19. Jahrhundert gerät und die beiden dort herrschenden Fraktionen gegeneinander aufhetzt. Durch seinen internationalen Erfolg zeigte sich Kurosawa über die Jahre immer experimentierfreudiger, was auch bei Yojimbo der Fall war. Nicht nur ist der Film ein Mix aus vielen verschiedenen Genres, insbesondere dem Western, auch die im Film gezeigte Gewalt galt für ihre Zeit, insbesondere in Japan, als beispiellos und kontrovers. Die zweitwichtigste Rolle, nach Toshirō Mifune als Sanjuro, bekam der zuvor unbekannte Schauspieler Tatsuya Nakadai, der einige Jahre vorher bei Die sieben Samurai als Statist mitgewirkt hatte. Trotz anfänglicher Skepsis der Verantwortlichen von Toho, die den Film mit mehreren großen Namen vermarkten wollten, erwies sich Kurosawas Gespür als richtig, und Nakadai wurde über Nacht zu einer internationalen Berühmtheit. Der Film feierte seine Premiere am 25. April 1961 und wurde in jedem Belang ein internationaler Großerfolg. So spielte er finanziell mehr ein als jeder andere Kurosawa-Film zuvor und wird noch bis heute, insbesondere in seinem schwarzhumorigen Ton, imitiert und adaptiert. Das berühmteste Beispiel ist der italienische Regisseur Sergio Leone, der 1963 mit seinem Italowestern Für eine Handvoll Dollar eine unautorisierte Neuverfilmung von Yojimbo veröffentlichte. Da sich niemand aus Leones Stab vorab um die Urheberrechte gekümmert hatte, kam es zu einem Rechtsstreit, der schließlich außergerichtlich beigelegt wurde: Kurosawa erhielt die Verwertungsrechte für den Fernen Osten und eine weltweite Gewinnbeteiligung von 15 %.
Durch den Erfolg von Yojimbo wurde Kurosawa von Toho gebeten, ein Sequel zu entwickeln. Angetan von der Idee, durchsuchte er seine Archive nach seinen verworfenen Drehbüchern, wurde fündig und schrieb eines davon für das versprochene Sequel um. Sanjuro, benannt nach dem Titelhelden, ist wesentlich leichter im Ton als sein Vorgänger, trotz der ernsten Geschichte über einen Samurai-Clan mit internen Konflikten und Machtkämpfen. Zudem ist er ungewöhnlich humorvoll und stellt die Regeln und Werte, die im traditionellen Jidai-geki vermittelt werden, durch Ironisierung und Erfolglosigkeit der entsprechenden Protagonisten in Frage. Der Film wurde an Neujahr 1962 veröffentlicht und ein noch größerer Erfolg als sein ohnehin schon kritisch und finanziell euphorischer Vorgänger. Auch heute wird der Film, wie Yojimbo, regelmäßig als einer von Kurosawas besten gelistet.
Trotz der Riesenerfolge seiner letzten beiden Samuraifilme war Kurosawa angetan, einen weiteren Film noir zu produzieren, der sich mit dem Thema Entführung auseinandersetzen sollte – der Straftat, vor der Kurosawa die größte Angst hatte. Der Film Zwischen Himmel und Hölle wurde in der zweiten Jahreshälfte 1962 gedreht und im März 1963 international publiziert. Als dritter Film in Folge brach er Kurosawas Kinokassen-Rekord und wurde der erfolgreichste Film des ganzen Jahres. Auch bei Kritikern verbuchte der Film riesige Erfolge, die kurzzeitig pausierten, nachdem der Film für eine Welle von Massen-Entführungen in Japan verantwortlich gemacht worden war. Selbst Kurosawa erhielt Drohungen, die an seine Tochter Kazuko gerichtet waren. Der Skandal ebbte nach einiger Zeit wieder ab und heutzutage wird der Film übereinstimmend als eine von Kurosawas besten Produktionen geführt. Er sollte der letzte von insgesamt drei Films noirs im Repertoire des Regisseurs sein.
Nicht lange danach setzte er sich an sein neues Projekt, Rotbart. Stellenweise beeinflusst durch Dostojewskis Roman Erniedrigte und Beleidigte, ist der Perioden-Film in einer Klinik des 19. Jahrhunderts angesetzt und gilt als deutlichstes filmisches Manifest Kurosawas humanistischen Menschenbilds. Ein egoistischer und materialistischer junger Doktor namens Yasumoto fühlt sich gezwungen, als Praktikant in einer Klinik unter der strengen Vormundschaft des Doktors Niide, bekannt als Rotbart, zu arbeiten. Nach anfänglichem Widerstand gegen Rotbart beginnt er schon bald seine Courage zu bewundern und überdenkt daraufhin seine Meinung zu den Patienten der Klinik, die er zuvor verabscheute.

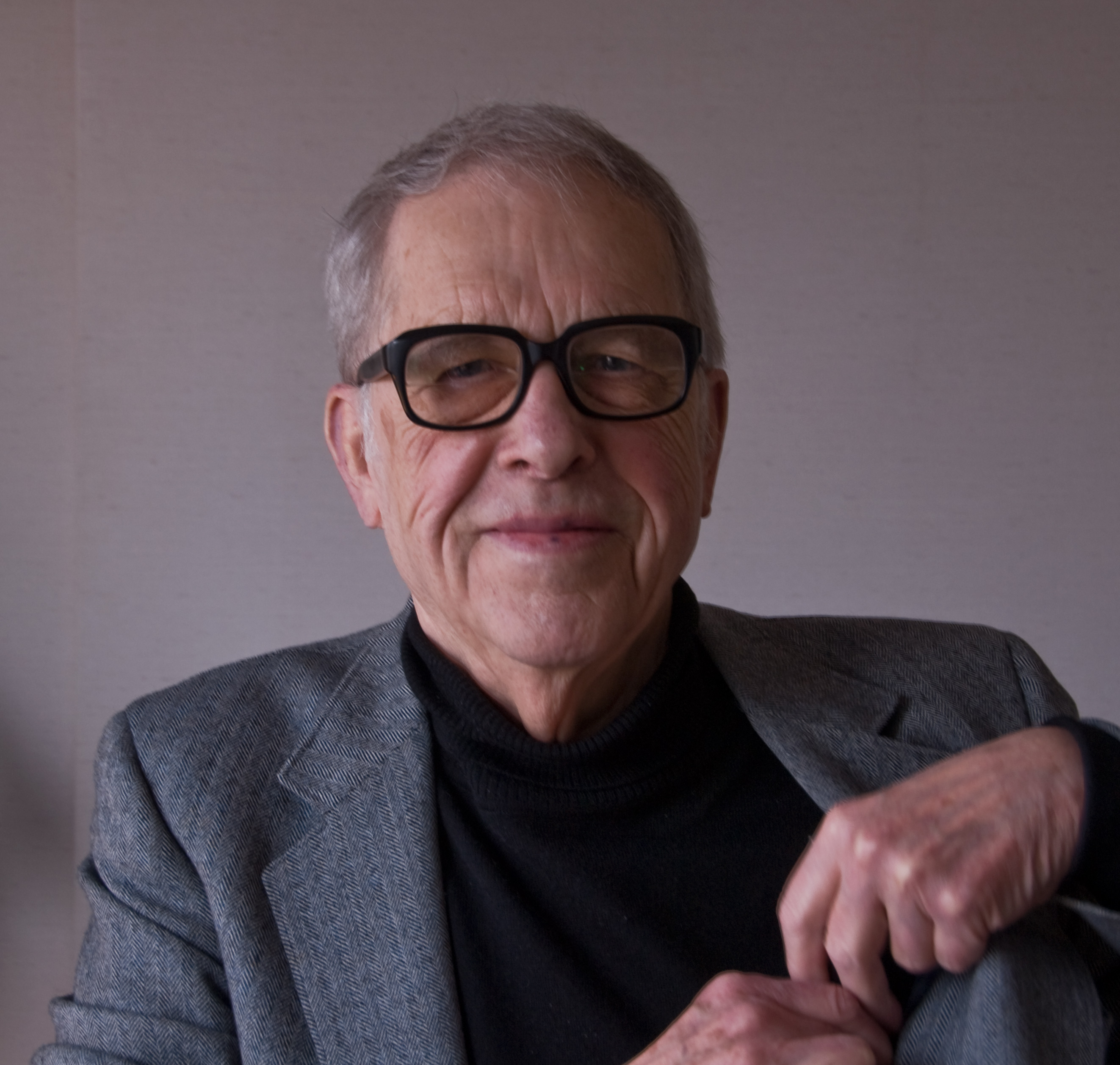
Donald Richie, Filmkritiker und langjähriger Vertrauter Kurosawas

Yūzō Kayama, der Darsteller des Yasumoto, war ein sehr populärer Musiker in Japan; deshalb empfanden Toho wie auch Kurosawa sein Auftreten als Absicherung für den erhofften finanziellen Erfolg des Films. Die Dreharbeiten waren die längsten in Kurosawas Karriere und erstreckten sich über ein Jahr intensiver Arbeit, trotz fünfmonatiger Vorproduktion. Im Frühling 1965 wurde der Film offiziell als vollendet erklärt, dennoch erwies sich der Stress als schlecht für die ohnehin schon angeschlagene Gesundheit Kurosawas und einiger Darsteller. Rotbart startete weltweit im April 1965 und wurde einer der erfolgreichsten Filme des Jahres. Er verbleibt bis heute als eine von Kurosawas höchstgelobten Produktionen, wenn auch vereinzelte Stimmen, insbesondere im Westen, Kurosawas Einsatz für einen politischen und sozialen Umschwung vermissten.
Der Film markiert in gewisser Weise das Ende einer Ära. Kurosawa merkte dies selbst an; in einem Interview mit Filmkritiker Donald Richie erzählte er zum Beispiel, dass mit Rotbart für ihn ein Zyklus zu Ende gegangen sei und sich seine zukünftigen Filme und Produktionsweisen von denen zuvor unterscheiden würden. Seine Prognose erwies sich als korrekt. Ab dem Anfang der 1960er lösten Fernsehsendungen vermehrt Kinoproduktionen ab und je mehr die Erlöse der Filmstudios sanken, desto mehr sank auch ihre Risikobereitschaft, insbesondere auch in Bezug auf das finanzielle Risiko, das Kurosawas teure Produktionen und gewagte Ideen darstellten.
Rotbart markierte auch chronologisch in etwa die Hälfte seiner Karriere. In den vorherigen 29 Jahren in der Filmindustrie (darunter die fünf als Regieassistent) hatte er 23 Filme produziert, während es in den kommenden 28 Jahren nur sieben weitere sein sollten. Ebenso markierte Rotbart die letzte Zusammenarbeit mit Toshiro Mifune. Die Gründe hierfür wurden auch nach mehrmaliger Nachfrage nie öffentlich bekannt.

### Die Zweite Ära (1966–1998)

#### Abstecher nach Hollywood (1966–1968)
Nachdem Kurosawas Vertrag mit Toho 1966 ausgelaufen war, zog der damals 56-jährige Regisseur einen drastischen Umschwung in Erwägung. Durch die immer weiter steigende Dominanz des Fernsehens sowie zahlreiche Vertragsangebote aus dem Ausland sympathisierte er immer mehr mit der Idee, außerhalb Japans zu arbeiten.
Für sein erstes ausländisches Projekt wählte Kurosawa eine Geschichte, die auf einem Artikel aus dem Life-Magazin beruhte. Der Actionthriller, der in englischer Sprache als Runaway Train verfilmt werden sollte, wäre sein erster Farbfilm gewesen. Die Sprachbarriere erwies sich allerdings als großes Problem, und die englische Version des Skripts war zum geplanten Drehbeginn im Herbst 1966 nicht einmal fertig. Der Dreh, für den Schnee benötigt wurde, wurde schließlich um ein Jahr verschoben und 1968 gänzlich abgebrochen. Erst zwei Jahrzehnte später verfilmte Andrei Kontschalowski den Film als Runaway Train mit Jon Voight und Eric Roberts in den Hauptrollen, lose basierend auf Kurosawas Drehbuch.

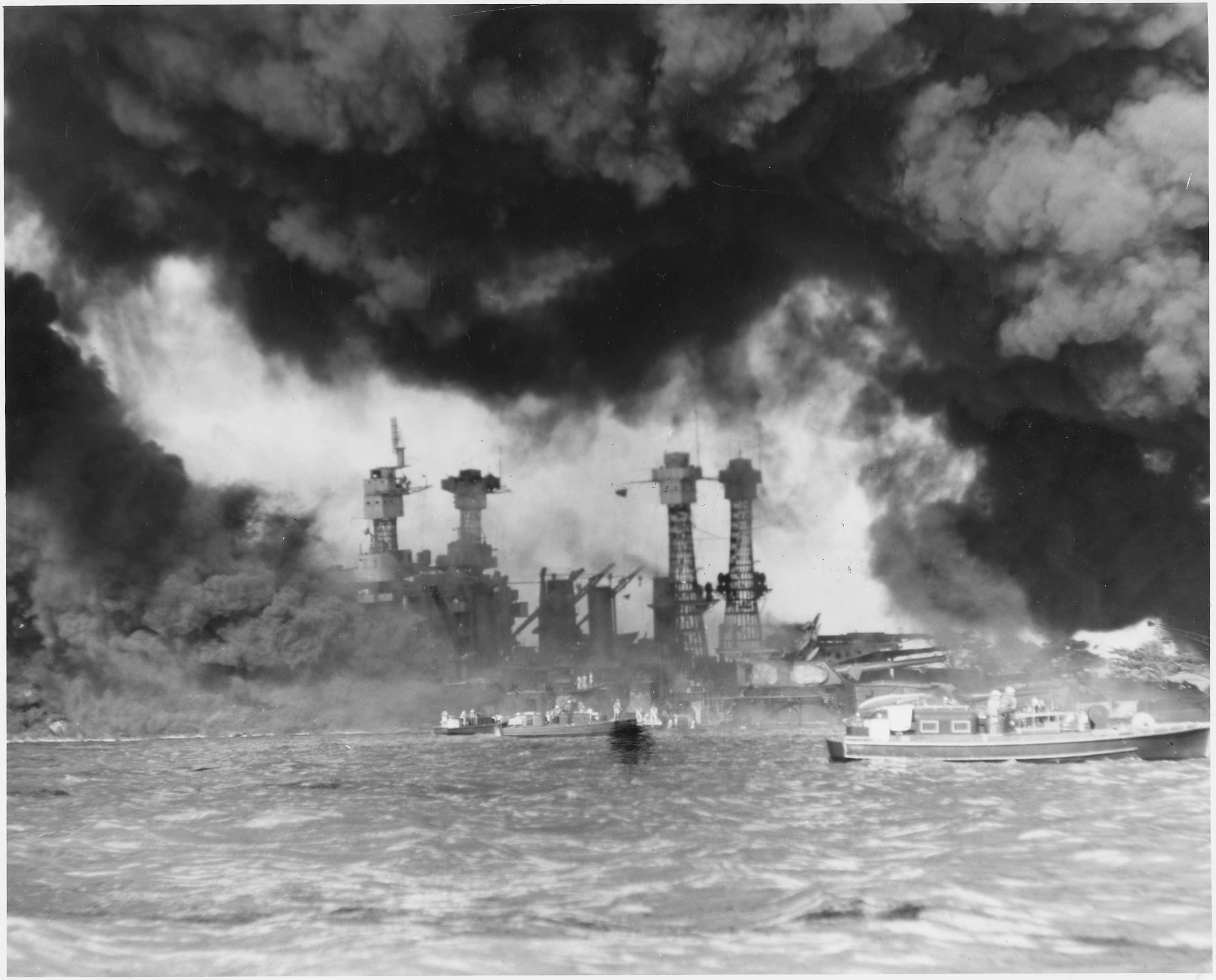
Tora! Tora! Tora! basierte auf dem japanischen Angriff auf Pearl Harbor und sollte Kurosawas erster Farbfilm werden. Suboptimale Umstände sorgten für dessen Entlassung und warfen ihn in eine tiefe Depression.

Kurosawa wurde inzwischen in ein wesentlich ambitionierteres Hollywood-Projekt involviert. Tora! Tora! Tora!, produziert von 20th Century Fox und Kurosawa Productions, war als Porträt des Angriffs auf Pearl Harbor aus Sicht der Vereinigten Staaten und Japans geplant. Kurosawa sollte hierfür die japanische Hälfte und ein zunächst nicht feststehender englischsprachiger Regisseur die US-amerikanische Seite drehen. Nach Monaten intensiver, ambitionierter Arbeit von Seite Kurosawas begann das Projekt zu zerfallen. Für die englischsprachige Filmhälfte wurde nicht der prestigeträchtige David Lean engagiert, wie es Kurosawa in Aussicht gestellt worden war, sondern der wesentlich weniger bekannte Richard Fleischer. Zudem wurde das Budget kurzzeitig gekürzt und der japanische Teil des Films sollte nicht länger als 90 Minuten sein – ein großes Problem, da Kurosawa mit einem Epos beauftragt worden war und mehrere Monate Arbeit in ein schlussendlich viereinhalb Stunden langes Skript gesteckt hatte. Nach mehreren Diskussionen und einer kurzen Intervention des Filmproduzenten Darryl F. Zanuck einigte man sich im Mai 1968 schließlich auf ein mehr oder weniger fertiges Endprodukt.
Die Dreharbeiten begannen im frühen Dezember, doch Kurosawa arbeitete nur knapp drei Wochen vor Ort als Regisseur. Er hatte Probleme, mit einer ihm komplett fremden Filmcrew zu arbeiten, zudem irritierten seine Arbeitsmethoden die amerikanischen Produzenten, die letztendlich zu dem Schluss kamen, dass Kurosawa psychisch erkrankt sei. Nach kurzer Diskussion entschloss er sich, sich an der Universität Kyōto von dem Neuropsychologen Dr. Murakami untersuchen zu lassen, der ihm das Krankheitsbild Neurasthenie diagnostizierte, mit der Begründung: „Er leidet an Schlafstörungen, die durch Ängste und manische Aufregung, verursacht durch oben genanntes Krankheitsbild, aufgewühlt werden. Es ist notwendig, dass er für die nächsten zwei Monate ruht und in medizinische Behandlung kommt.“ Um Weihnachten 1968 verkündeten die Produzenten des Films, dass Kurosawa die Produktion des Films wegen Fatigue verlassen habe. In Wahrheit war er fristlos gefeuert worden und wurde letztendlich durch die beiden japanischen Regisseure Kinji Fukasaku und Toshio Masuda ersetzt.
Tora! Tora! Tora! erschien final im September 1970 zu verhaltenen Kritiken – ein Ergebnis, das laut Donald Richie eine „nahezu ungemilderte Tragödie“ in Kurosawas Karriere darstellte. „Er (Kurosawa) verschwendete Jahre seines Lebens an ein logistisch lückenhaft geplantes Projekt, zu dem er schließlich nichts beitragen sollte.“ Der Vorfall sorgte für eine Anzahl an negativen Ereignissen: Kurosawas Name wurde aus dem Nachspann gestrichen, obwohl das Skript für die japanischen Sequenzen von ihm stammte, und er geriet in einen Streit mit seinem langjährigen Kollaborateur und Freund Ryuzo Kikushima, der bis zu seinem Tod nicht beigelegt werden sollte. Laut Kurosawa entlarvte das Projekt außerdem die Korruption in seiner eigenen Firma, etwas, das er ironischerweise in Die Bösen schlafen gut behandelt hatte. Zudem fühlte er sich das erste Mal gezwungen, seine eigene Gesundheit zu hinterfragen. Wie Kurosawa später in einem Interview kundtat, war er sich an diesem Punkt sicher, dass er keinen Film mehr drehen, geschweige denn in anderer Weise etwas zum Filmgeschäft beitragen wollte.

#### Eine konfliktreiche Dekade (1969–1977)
Durch das Debakel mit Tora! Tora! Tora! war sich Kurosawa im Klaren, dass sein Ruf auf dem Spiel stand, sollte er sich nicht wieder aufraffen. Zur Unterstützung kamen deshalb Keisuke Kinoshita, Masaki Kobayashi und Kon Ichikawa, selber Regisseure und langjährige Freunde Kurosawas, die mit ihm im Juli 1969 eine neue Produktionsfirma gründeten: Yonki no kai („Der Club der vier Ritter“). Auch wenn der offizielle Plan war, dass jeder Regisseur die Plattform für eigene Veröffentlichungen nutzen sollte, sind sich doch viele Retrospektiven einig, dass die wahre Motivation war, Kurosawa bei der Fertigstellung seines Werkes zu unterstützen, um ihn wieder in das Filmgeschäft zu integrieren.
Nach kurzer Arbeit an einem Perioden-Film namens Dora-heita, der sich als zu teuer erwies, entschied sich Kurosawa für den experimentellen Film Dodeskaden über Arme und Mittellose. Der Film wurde für Kurosawas Verhältnisse in nur neun Wochen sehr schnell abgedreht, nicht zuletzt da er unter Beweis stellen wollte, wie er auch nach langer Abwesenheit mit wenig Budget große Filme produzieren konnte. Für seinen ersten Farbfilm verzichtete Kurosawa auf seinen alten Fokus von dynamischer Bearbeitung und komplexen Bildkompositionen und konzentrierte sich mehr auf die Erschaffung plakativer, schon surreal anmutender Farbpaletten, mit dem Ziel, die toxische Umgebung seiner Charaktere zu entblößen. Der Film debütierte im Oktober 1970 in Japan und rief verhaltene Reaktionen der Zuschauer hervor, die den Film als zu pessimistisch und surreal empfanden. Der Film war finanziell ein Minusgeschäft und führte zur Auflösung von Yonki no kai. Nach gewisser Zeit wurde die Rezeption zum Film zwar weitaus positiver – unter anderem wurde er bei der Oscarverleihung 1972 als „Bester fremdsprachiger Film“ nominiert –; dies änderte allerdings nichts an der psychischen Verfassung des Regisseurs, der nach seinem Misserfolg in eine tiefe Depression stürzte.

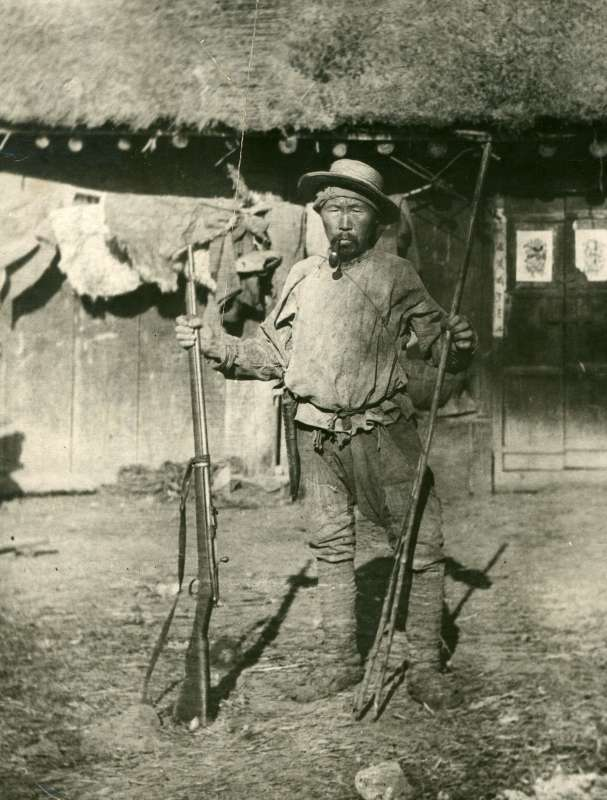
Dersu Usala, fotografiert von seinem Expeditionspartner Wladimir Klawdijewitsch Arsenjew

Durch exzessive Ausgaben unfähig, weitere Filme zu produzieren, sowie stark an gesundheitlichen Problemen leidend, erreichte Kurosawa am 22. Dezember 1971 seinen Tiefpunkt, indem er sich seine Handgelenke und seine Kehle aufschlitzte. Der Suizidversuch erwies sich als erfolglos und der Regisseur erholte sich relativ schnell von ihm, beschloss allerdings zum zweiten Mal, dass er nichts mehr zum Filmgeschäft beitragen wollte.
Anfang 1973 wandte sich das berühmteste sowjetische Filmstudio Mosfilm an Kurosawa und bat um eine Zusammenarbeit. Trotz anfänglicher Skepsis akzeptierte dieser das Angebot, um seinen alten Traum zu erfüllen, das Leben des Jägers Dersu Usala zu verfilmen. Das Fundament legten hierbei die Schriften des russischen Forschungsreisenden Wladimir Klawdijewitsch Arsenjew (1872–1930). Den Plan hegte Kurosawa bereits seit Mitte der 1930er Jahre, hatte aber bis dahin niemanden gefunden, der Interesse an dem Projekt zeigte. Im Dezember 1973 ließ sich der 63-jährige Regisseur in der Sowjetunion nieder, in der er noch anderthalb Jahre leben sollte. Die Dreharbeiten begannen im Mai 1974 in Sibirien und erwiesen sich durch die strengen Bedingungen in der dortigen Natur als anspruchsvoll, weshalb der Film erst im April 1975 abgedreht wurde. Der Film Dersu Usala (im Westen Deutschlands unter dem irreführenden Namen Uzala, der Kirgise) feierte seine Weltpremiere am 2. August 1975 als riesiger Erfolg bei Kritikern und Zuschauern. Nicht nur wurde der Film international neben Namen wie Der weiße Hai und Einer flog über das Kuckucksnest zu einem der erfolgreichsten Filme des Jahres, auch auf diversen Preisverleihungen erwies er sich als erfolgreich. Unter anderem wurde er 1976 mit dem Oscar prämiert. Bis heute gilt Dersu Usala als einer von Kurosawas besten Filmen und ist zudem sein einziger nicht Japanischsprachiger Film.
Obwohl er am laufenden Band Angebote fürs Fernsehen bekam, zeigte Kurosawa nie ernsthaftes Interesse, außerhalb der Filmwelt zu agieren. Bis zu seinem Tod machte der bekennende Whisky-Liebhaber nur für eine Reihe von Werbespots für den japanischen Hersteller Suntory im Frühjahr 1976 eine Ausnahme. Auch wenn der psychisch erkrankte Regisseur seit seinem Suizidversuch dauerhaft von der Angst geplagt war, nie wieder Filme drehen zu können, verfasste er dauerhaft weitere Drehbücher, Malereien und Skizzen, die er für die Nachwelt festhalten wollte, selbst wenn sie nie verfilmt werden würden.

#### Zwei Epen (1978–1986)
1977 veröffentlichte der US-amerikanische Regisseur George Lucas mit großem Erfolg den Film Krieg der Sterne, eine Adaption von Kurosawas Die verborgene Festung. Lucas, wie auch viele andere New-Hollywood-Regisseure, verehrte Kurosawa und war schockiert zu erfahren, dass dieser außerstande war, seine Filme zu finanzieren. Die beiden trafen sich im Juli 1978 in San Francisco, um die Finanzierung eines neuen Kurosawa-Films zu diskutieren: Kagemusha – Der Schatten des Kriegers, die epische Geschichte eines Diebes, der als Doppelgänger eines japanischen Warlords engagiert wird. Lucas zeigte sich dermaßen begeistert von dem Drehbuch und Malereien, dass er seine neu gewonnenen Kontakte nutzte, um 20th Century Fox zu bewegen, den Film zu produzieren. Das Studio willigte trotz der turbulenten Vergangenheit mit dem japanischen Regisseur ein und rekrutierte Francis Ford Coppola, einen weiteren Fan Kurosawas, als Co-Produzent.
Die Produktion wurde folgenden April begonnen, die Dreharbeiten reichten von Juni 1979 bis März 1980 und wurden durch diverse Komplikationen zeitweise unterbrochen, unter anderem durch ein spontanes Zweit-Casting, nachdem der ursprüngliche Protagonist Shintarō Katsu wegen Meinungsverschiedenheiten durch Tatsuya Nakadai ersetzt wurde. Der Film wurde wenige Wochen hinter dem Zeitplan fertiggestellt, konnte aber dennoch zum geplanten Termin im April 1980 in Tokio Premiere feiern. Er wurde schnell ein internationaler Hit – unter anderem gewann er die Goldene Palme bei den Internationalen Filmfestspielen von Cannes 1980 – und zur Freude Kurosawas auch in Japan erfolgreich. Kurosawa nutzte den Rest des Jahres intensiv zur Promotion des Films in Europa und Amerika sowie für Preisverleihungen und eine Kunstausstellung mit Konzept-Zeichnungen des Epos.

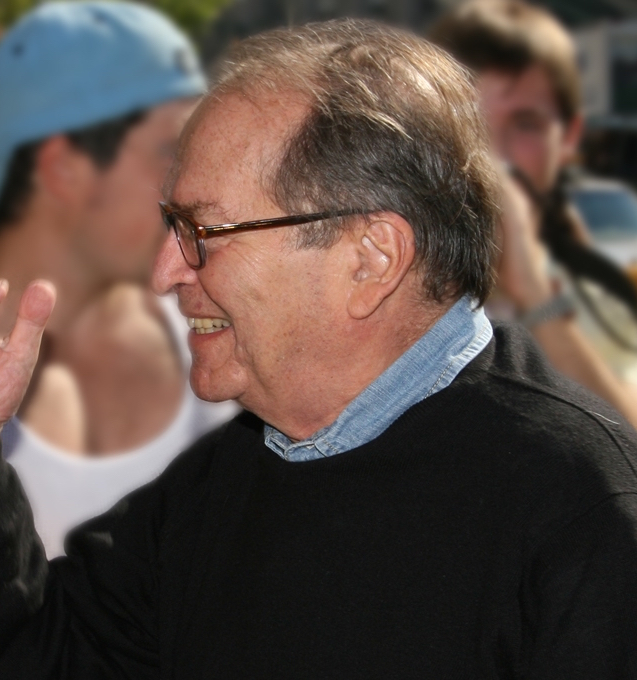
Ran wurde von den Academy Awards nicht nominiert, was zu einem Skandal führte. Sidney Lumet, hier 2007, startete daraufhin erfolgreich eine Kampagne um Kurosawa für „Beste Regie“ zu prämieren.

Der große Erfolg von Kagemusha ermöglichte Kurosawa die Finanzierung seines Wunschprojektes Ran, eines Historienfilms ungeahnter Größe. Der Film beschreibt den Fall des Hidetora Ichimonji, eines Daimyō der Sengoku-Zeit, der sich entscheidet, zugunsten seiner Söhne zurückzutreten. Sein Reich zerfällt unter den Intrigen und Kämpfen der Söhne zusehends; im Zuge dessen fällt Hidetora dem Wahnsinn anheim. Mit einem Budget von 12 Millionen US-Dollar war Ran der bis dahin teuerste japanische Film, weshalb Kurosawa erneute Finanzierungshilfe bekam, dieses Mal von dem französischen Produzenten Serge Silberman, der besonders durch seine Zusammenarbeit mit Luis Buñuel bekannt geworden war. Die Dreharbeiten begannen im Dezember 1983 und zogen sich knapp über ein Jahr.
Im Januar 1985 wurde die Postproduktion von Ran durch die Erkrankung von Kurosawas Ehefrau Yōko pausiert, die am 1. Februar desselben Jahres noch verstarb. Inmitten seiner Trauer arbeitete Kurosawa akribisch daran, den Film fertigzustellen, sodass Ran noch am 31. Mai 1985 seine Premiere am Tokyo International Film Festival feiern konnte. Am Folgetag erschien der Film weltweit. Er konnte in Japan einen moderaten und im Ausland sehr großen Erfolg verbuchen, insbesondere in Amerika und Europa. Im September und Oktober des Jahres reiste Kurosawa, wie schon für Kagemusha, in der Welt herum, um seinen Film zu bewerben.
Ran gewann eine Vielzahl an Preisen auf der ganzen Welt, auch in Japan. Die Filmwelt zeigte sich demnach überrascht, als Japan Ran zugunsten eines anderen Films nicht für die Kategorie „Bester fremdsprachiger Film“ bei der Oscarverleihung 1986 einreichte. Die Academy verkündete kurz darauf, dass Ran somit offiziell aus dem Wettbewerb ausgeschlossen sei, da nicht eindeutig sei, ob er nun als japanischer Film, französischer Film oder beides gleichzeitig gelte. Viele Persönlichkeiten der Hollywood-Industrie, insbesondere der einflussreiche Regisseur Sidney Lumet, zeigten sich erbost über die fragwürdig anmutende Entscheidung. Lumet startete daraufhin erfolgreich eine Kampagne mit dem Ziel, Kurosawa stattdessen in der Kategorie „Beste Regie“ zu prämieren. Zudem gewann Ran einen Oscar für „Bestes Kostümdesign“.
Kagemusha und Ran werden in der Regel zu Kurosawas bedeutendsten Werken gezählt. Der japanische Filmemacher selbst bezeichnete Ran nach dessen Veröffentlichung als seinen besten Film und brach so mit seiner Gewohnheit, keinen seiner Filme zu präferieren.

#### Finale Werke und letzte Lebensjahre (1987–1998)
Für seinen nächsten Film wählte Kurosawa ein sehr spezielles Thema, das sich von allen seiner zuvor veröffentlichten Werke unterscheidet. Auch wenn einige seiner Filme bereits kurze Traumsequenzen beinhalteten (zum Beispiel Engel der Verlorenen und Kagemusha), basiert Akira Kurosawas Träume vollständig auf tatsächlichen Träumen des Regisseurs aus verschiedenen Stadien seines Lebens. Der Film ist sehr farbenprächtig und beinhaltet kaum Dialog, stattdessen erzählt er seine Geschichten großteils über Bilder. Obwohl das Budget des Films wesentlich geringer war als noch für Ran, weigerten sich japanische Filmstudios, die Finanzierung vollständig zu übernehmen, weshalb Steven Spielberg, ein weiterer bekannter Kurosawa-Verehrer, Warner Bros. Entertainment um Hilfe bat, die sich kurz darauf die internationalen Rechte am Film sicherten. Dies erleichterte Kurosawas Sohn Hisao, dem Co-Produzenten des Films, einen Kompromiss mit japanischen Filmstudios zu finden. Die Dreharbeiten zum Film dauerten um die acht Monate, bis Akira Kurosawas Träume im Mai 1990 in Cannes Premiere feiern konnte. Der Film wurde wohlwollend von Kritikern aufgenommen und war ein finanzieller Erfolg, wenn auch nicht in der Größenordnung eines Ran oder Kagemusha. Auch wenn Akira Kurosawas Träume nicht als eine der größten Errungenschaften des Regisseurs gilt, so hat er doch unter Zuschauern bis heute einen gewissen Kultstatus. Ende 1990 nahm Kurosawa den Ehrenoscar für sein Lebenswerk an.
Sein nächstes Werk wurde mit Rhapsodie im August wieder eine konventionelle Geschichte. Der Film befasst sich mit den Folgen der Atombombenabwürfe auf Hiroshima und Nagasaki zum Ende des Zweiten Weltkrieges. Er wurde zum ersten Mal seit Dodeskaden komplett in Japan produziert, zudem tritt mit Richard Gere in der Rolle des Neffen der Hauptfigur zum ersten Mal ein US-amerikanischer Filmstar auf. Drehbeginn war im Januar 1991 und bereits am 25. Mai startete der Film international in den Kinos. Auch wenn er finanziell Erfolge verbuchen konnte, wurde der Film großteils negativ aufgenommen, insbesondere in den USA, die dem japanischen Regisseur unterstellten, antiamerikanische Meinungen zu vertreten. Kurosawa selbst bestritt die Anschuldigungen.
Madadayo sollte der letzte Film des alternden Regisseurs werden. Er folgt dem Leben des japanischen Deutschlehrers Uchida Hyakken durch den Zweiten Weltkrieg und weiter. Das Narrativ des Films beschränkt sich zu großen Teilen auf eine Geburtstagsfeier mit seinen Studenten, denen er seinen Widerwillen zum Sterben darlegt – eine Thematik, die für den 81-jährigen Regisseur zunehmend relevanter wurde. Der Dreh ging von Februar bis September 1992; die Veröffentlichung erfolgte am 17. April 1993. Madadayo erwies sich als großer Erfolg und konnte international, aber auch in Japan diverse Preise gewinnen, unter anderem vier Kategorien des Japanese Academy Award, des bedeutendsten Filmpreises Japans. 1994 erhielt er den Kyoto-Preis.

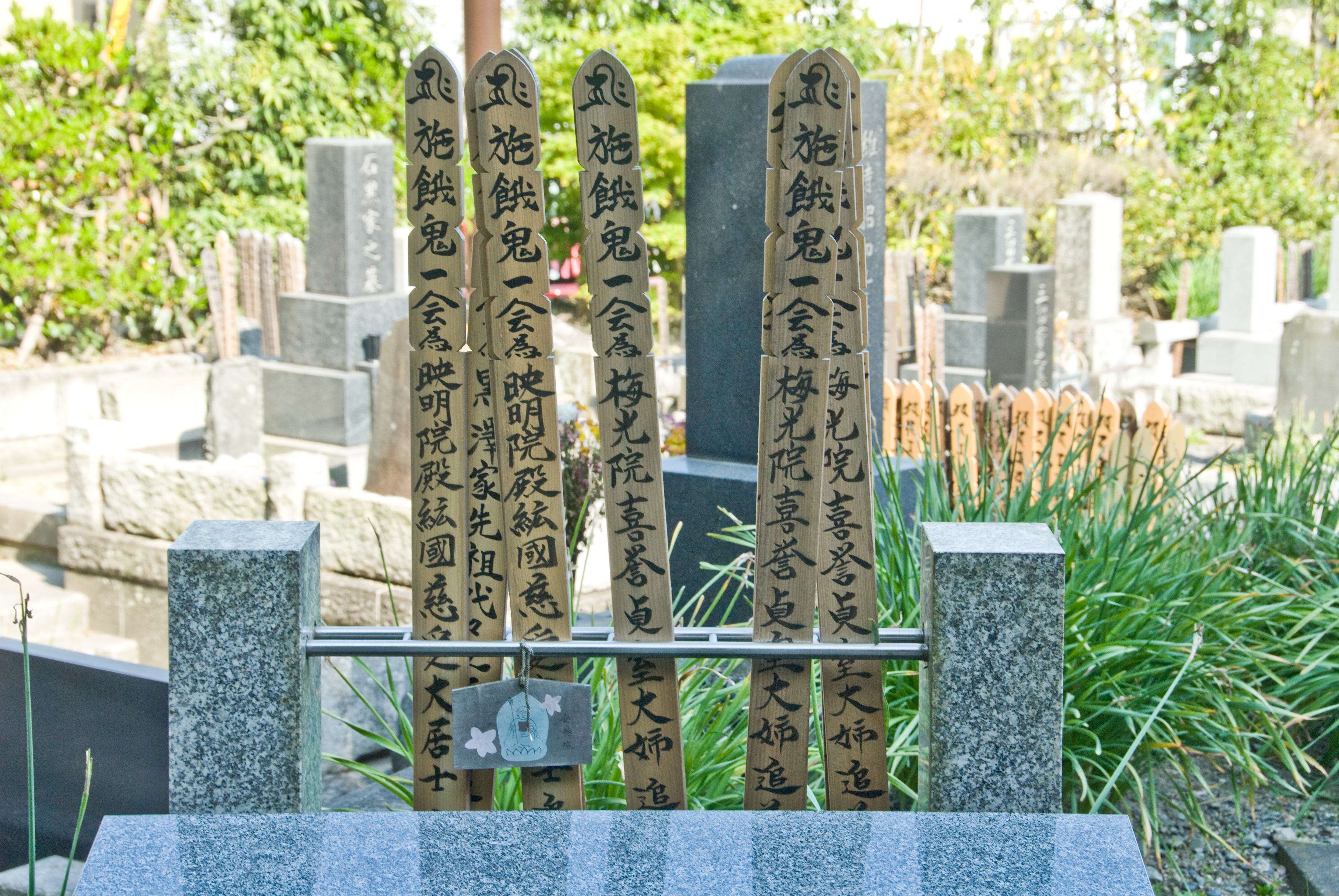
Das Grab von Akira Kurosawa auf dem Friedhof des Tempels An’yō-in

Auch nach Madadayo wurde Kurosawa nicht unproduktiver, er schrieb unter anderem die Drehbücher für Das Meer kommt (1993) und Nach dem Regen (1995). Kurz vor Fertigstellung des letzten Skripts rutschte er aus und brach sich den Rücken. Der Vorfall machte den Regisseur querschnittsgelähmt und nahm ihm damit die Möglichkeit, jemals einen weiteren Film zu drehen. Sein Wunsch, am Set seines Filmdrehs zu sterben, erfüllte sich nicht.
Nach dem Unglück verschlechterte sich der Gesundheitszustand Kurosawas immens. Auch wenn sein Geist nach wie vor unberührt war, gab sein Körper zunehmend auf, und im letzten halben Jahr seines Lebens war er großteils bettlägerig. Kurosawa starb schließlich am 6. September 1998 im Alter von 88 Jahren an den Folgen eines Hirnschlags. Seine Ruhestätte befindet sich auf dem Friedhof des buddhistischen Tempels An’yō-in in Kamakura. Beide seiner hinterlassenen Drehbücher wurden ihm zu Ehren verfilmt, 1999 Das Meer kommt von Takashi Koizumi und 2002 Nach dem Regen von Kei Kumai. Sein Enkelsohn, Takayuki Kato, wurde in beiden der Filme als Nebendarsteller engagiert.

## Filmische Herangehensweisen
Akira Kurosawa hinterließ folgenden Generationen an Regisseuren ein vielfältiges und international einflussreiches Vermächtnis. Dieses reichte von seinen Arbeitsmethoden über seinen Stil bis zu seiner selektiven Auswahl gewisser Themenfelder und darin behandelter Philosophien. Kurosawas Arbeitsmethoden beinhalteten eine umfangreiche Beteiligung an zahlreichen Aspekten der Filmproduktion. Unter anderem war er als begnadeter, aber auch perfektionistischer Drehbuchautor bekannt, der sein Skript etliche Male umgestaltete oder gar generalüberholte.
Als gelernter Maler legte Kurosawa ebenso viel Wert auf die Ästhetik seiner Filme. Zu dem Zweck kontrollierte er auch die Kamera und war dafür berüchtigt, manche Einstellungen nur für die Kinematographie neuzudrehen oder kurzfristig zu ersetzen. Auch die Postproduktion inklusive des Film- und Tonschnitts übernahm Kurosawa in den meisten seiner Filme selbst. Seine Arbeit als Filmeditor parallel zur Regie auszuführen, ist bis heute ungewöhnlich.
Kurosawa arbeitete in den meisten Filmen mit denselben Akteuren zusammen. Seine Gruppe des Vertrauens bekam später den Spitznamen „Kurosawa-gumi“ (übersetzt: „Kurosawa-Truppe“).

### Arbeitsmethoden

#### Skript
Kurosawa betonte passioniert, dass das Drehbuch für ihn das Fundament eines guten Filmes darstelle. Er ging so weit, zu behaupten, dass ein mittelmäßiger Regisseur manchmal einen passablen Film aus einem guten Drehbuch machen, aber kein guter Regisseur jemals einen passablen Film aus einem schlechten Drehbuch machen könne. Kurosawa kümmerte sich deshalb um seine Drehbücher zu großen Teilen selbst und gab sie dann für Verbesserungsvorschläge an eine vertraute Gruppe an Freunden, meistens die fünf professionellen Drehbuchautoren Eijirō Hisaita, Ryuzo Kikushima, Shinobu Hashimoto, Hideo Oguni, und Masato Ide. Das letzte Wort über die finale Fassung behielt aber immer der Regisseur selbst.
Zusätzlich zum Skript verfasste Kurosawa häufig detaillierte Notizen, Skizzen und Konzeptzeichnungen. Dies diente der Ausarbeitung seiner Vision und nicht zuletzt der Authentizität, die für den Regisseur immer Priorität genoss. Zum Beispiel verfasste er für Die sieben Samurai sieben Notizbücher mit minutiösen Angaben über die Hintergründe der Filmfiguren, was sie essen und tragen, wie sie laufen, wie sie reden und sich gegenüber anderen Menschen benehmen und sogar, wie sie sich die Schuhe binden sollten. Für die 101 Bauern im Film kreierte er ein Register, das aus über 23 peinlich genau geplanten Familienstammbäumen besteht, und instruierte seine Darsteller dazu während ihres Aufenthalts am Set, auch außerhalb der Dreharbeiten, fiktiv in den Familien zu „leben“. Ähnlich drastische Methoden nutzte er in einer Vielzahl seiner Werke.

#### Kamera und Effekte beim Dreh

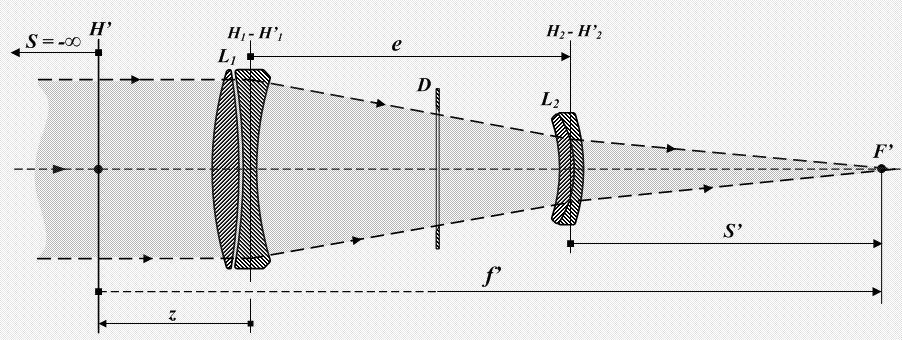
Prinzipdarstellung eines Teleobjektivs, die Kurosawa ab Die sieben Samurai ausschließlich verwendete

Obwohl sie konsistent gut gefilmt waren, nutzte Kurosawa in seinen ersten Filmen normale Kameralinsen und eine Deep focus cinematography, also große Schärfentiefe. Beginnend mit Die sieben Samurai änderte sich seine Technik drastisch mit Lang-Fokus-Linsen und dem simultanen Einsatz mehrerer Kameras. Der Filmemacher meinte selbst, dass diese Drehtechnik für mehr Authentizität und bessere Leistungen seiner Darsteller sorge, da sie so nie wüssten, welche der Kameras letztendlich im Film verwendet werde, geschweige denn wo diese platziert seien. Der krampfhafte Fokus auf die Kamera verschiebt sich dadurch auf die Akteure oder Szenerien, in welchen sich die Charaktere befinden. Der experimentelle Ansatz bewährte sich offenkundig. Unter anderem sagte einer der Darsteller, Tatsuya Nakadai, in einem Interview, dass Kurosawas Weise zu drehen signifikant zu seiner Leistung beigetragen habe. Doch auch visuell hatte dieser Drehstil einen Effekt auf den Film, insbesondere die Actionsequenzen.

„Er kann die Teleobjektive nutzen, um unter die Pferde zu kommen, zwischen ihre Hufe, um uns in die Schlacht auf eine visuelle Art und Weise zu stoßen, die […] für das Samurai-Genre als Ganzes beispiellos ist.“

Anamorphotisches Verfahren. Links das gestauchte Filmbild und rechts das Leinwandbild

Mit Die verborgene Festung begann Kurosawa, ein anamorphotisches Verfahren zu nutzen. Diese drei Techniken – Teleobjektiv, multiple Kameras und Breitbildformat – wurden in seinen späteren Werken ausgiebig verwendet, selbst in Szenen mit wenig bis gar keiner Action. Ein Beispiel sind die Anfangsszenen in Zwischen Himmel und Hölle im Haus der Protagonisten. Dort finden die Mittel Verwendung, um innerhalb eines sehr begrenzten Raumes die Spannung zu dramatisieren, sowie die Beziehungen der Charaktere zu stärken.
In einer Szene von Das Schloss im Spinnwebwald, in der Washizu von seinen eigenen Männern mit Pfeilen attackiert wird, ließ der Regisseurs echte Bogenschützen mit ausgehöhlten Pfeilen auf Washizus Darsteller Toshiro Mifune schießen. Dieser folgte vorsichtig Kreidemarkierungen auf dem Boden, um zu vermeiden, getroffen zu werden. Auch wenn Mifune nicht verletzt wurde, erzählte er später, dass einige Pfeile nur knapp danebengegangen seien. Von der Erfahrung trug er noch viele Monate später ein Trauma mit. Kurosawas exzentrische Intention, Mifunes Angst authentischer zu machen, ging aber vollkommen auf, sodass die Szene nur ein Mal gedreht werden musste.
Um den Klinik-Set in Rotbart schmuddeliger zu gestalten, ließ Kurosawa seine Assistenten faules Holz aus alten Garnituren demontieren und für die Requisite neu zusammenbauen. Außerdem beauftragte er seine Filmcrew, alle Teetassen literweise mit altem Tee zu begießen, um den Effekt zu erzeugen, dass sie abgestanden sind.
Artdirector und Szenenbildner Muraki Yoshirō wurde für den Entwurf der dritten Burg in Ran angewiesen, die Steine einer echten Burg zu fotografieren und durch Styroporblöcke genau nachzuformen. Anschließend klebte er die Styroporblöcke Stück für Stück aneinander, um die Optik der Burg zu simulieren. Der gesamte Prozess geschah unter genauesten Anweisungen Kurosawas und dauerte mehrere Monate. In einer berühmten Szene des Films wird die Burg angegriffen und in Brand gesetzt, weshalb Teile des Teams Angst hatten, die Hitze könne die Styroporblöcke zum Schmelzen bringen. Auf Kurosawas Anordnung wurden die Blöcke deshalb mit vier Zementschichten übergossen und dann in der Farbe der alten Blöcke übermalt.

#### Filmschnitt
Kurosawa merkte des Öfteren an, dass er einen Film nur drehe, um Material zu haben, das er später bearbeiten könne. Der Prozess, aus Rohmaterial ein Endprodukt zu erschaffen, war für ihn immer der wichtigste und spannendste Teil. Hiroshi Nezu, ein langjähriger Produktions-Supervisor, meinte einmal: „Wir glauben, dass er [Kurosawa] Tohos bester Regisseur, Japans bester Szenarist und der beste Filmeditor der Welt ist. […] Ein Kurosawa-Film entsteht sozusagen über den Schnitt.“
Teruyo Nogami, die Kurosawa in mehreren Filmen als Hilfs-Editorin diente, bestätigte diese Ansicht: „Akira Kurosawas Schnitt war außergewöhnlich, die unnachahmliche Arbeit eines Genies. […] Niemand war ihm da ebenbürtig“. Sie behauptete, dass Kurosawa jede Information zu jeder geschossenen Einstellung im Kopf getragen habe: „Wenn er im Redaktionsraum nach einer Einstellung fragte und ich ihm die falsche gab, bemerkte er den Fehler sofort. Ich hatte zu jeder Szene Notizen gemacht, er hatte sie einfach in seinem Kopf.“ Sie verglich seine Gedanken mit einem Computer, der mit geschnittenen Filmsegmenten das tun kann, was heutzutage Technik erledigt.
Kurosawas gewohnheitsmäßige Methode war es, den Film parallel zur Produktion Stück für Stück zu editieren, für gewöhnlich täglich. Dies erwies sich als besonders nützlich, als er auf mehrere Kameras umstieg.

„Ich editiere immer am Abend, wenn wir eine Menge Material in der Büchse haben. Nachdem ich die Binsen gesehen habe, gehe ich für gewöhnlich in den Bearbeitungsraum und arbeite.“

Durch die intensive Arbeit am Schnitt wurde der Prozess im Verlauf seiner Karriere zur Routine. Demnach konnte die Postproduktion eines typischen Kurosawa-Films außerordentlich kurz sein. Als Beispiel: Yojimbo feierte seine Premiere am 20. April 1961, nur vier Tage nachdem der Dreh beendet worden war.

### Stilistische Mittel
Praktisch alle Kommentatoren bemerkten bei Kurosawa einen kühnen, dynamischen Stil, der in Hollywood zunächst nichts Ungewöhnliches darstellte. Sie stellten allerdings auch heraus, dass der Regisseur von Anfang an eine Technik zeigte, die sich vom nahtlosen Stil des klassischen Hollywood deutlich unterschied. Diese Technik beinhaltete unter anderem eine verstörte Abbildung des Bildschirms durch die Verwendung zahlreicher, nicht wiederholter Kameraeinstellungen, eine Missachtung der traditionellen 180-Grad-Aktionsachse, um die Hollywood-Szenen normalerweise herum konstruiert werden, und flüssige Kamerabewegungen, die häufig anstelle konventionellen Schnitts auftreten, um das Narrativ räumlicher zu gestalten. Kurosawa bediente sich in seiner Karriere vieler ihm zugeschriebener stilistischer Mittel, einige davon traten allerdings vermehrt auf.

#### Ransprung
In seinen Filmen der 1940er und 1950er Jahre verwendete Kurosawa häufig den sogenannten Ransprung, eine Art des Filmschnitts, in der die Kamera nicht durch Überblendung oder eine Kamerafahrt abgestuft heran- oder herauszoomt, sondern durch eine Reihe aufeinander abgestimmter Jump Cuts. Ein Beispiel aus dem Film Sanshiro Sugata Fortsetzung illustriert der Filmwissenschaftler David Bordwell in seinem Blog. Dort verlässt Sanshiro, der Held des Filmes, seine Geliebte Sayo und führt dabei repetitiv dieselbe Aktion aus: Er geht einige Meter von ihr weg, dreht sich zu ihr um und sie beugt sich vor. Dies geschieht dreimal, ohne dass die Kamera dem Helden folgt, stattdessen ist jeder Schuss eine separate, aneinandergesetzte Szene. Durch die schnell hintereinander geschnittene, unnatürliche und immer größer werdende Distanz, betont der Film die Dauer von Sanshiros Abwesenheit.
In der Eröffnungssequenz von Die sieben Samurai wird der Ransprung zweimal benutzt. Als die Dorfbewohner im Kreis versammelt sind, werden sie in extremer Fernsicht von oben gesehen, dann kommt ein Schnitt und die Kamera ist näher und dann noch ein Schnitt auf Bodenhöhe, auf der der Dialog beginnen kann. Als die Dorfbewohner ein paar Minuten später in die Mühle gehen, um dort den Rat des Dorfältesten einzuholen, sieht man eine lange Einstellung der Mühle mit einem langsam drehenden Rad, dann nach einem Schnitt eine noch nähere Ansicht des drehenden Rads und letztlich eine Nahaufnahme. Da zuvor etabliert wurde, dass der Dorfälteste in der Mühle lebt, erzeugen diese Bilder eine später wichtige Verbindung zwischen dem Dorfältesten und der Mühle.

#### Schneiden während der Bewegung
Eine Vielzahl an Analysten wiesen auf Kurosawas Tendenz hin, in einer Bewegung zu schneiden. Das heißt: Eine fließende Szene zwischen zwei sich bewegenden Charakteren in zwei oder mehr separate Portionen zu untergliedern, anstelle einer ungestörten Einstellung. Ein Beispiel findet sich wieder in Die sieben Samurai, als der stehende Samurai Shichirōji den auf dem Boden sitzenden Bauern Manzo trösten will und sich hinkniet, um mit ihm zu reden. Kurosawa filmte diese simple Aktion des Niederkniens in zwei Einstellungen anstatt einer einzigen, um Shichirōjis Demut kräftiger zu vermitteln. Im selben Film alleine finden sich unzählige dieser Beispiele. Joan Mellen sagte dazu auf der Sonderausgabe des Epos in der Criterion Collection: „Kurosawa unterbricht [vielfach] die Action und fragmentiert sie, um einen emotionalen Effekt zu kreieren.“

#### „Wischen“

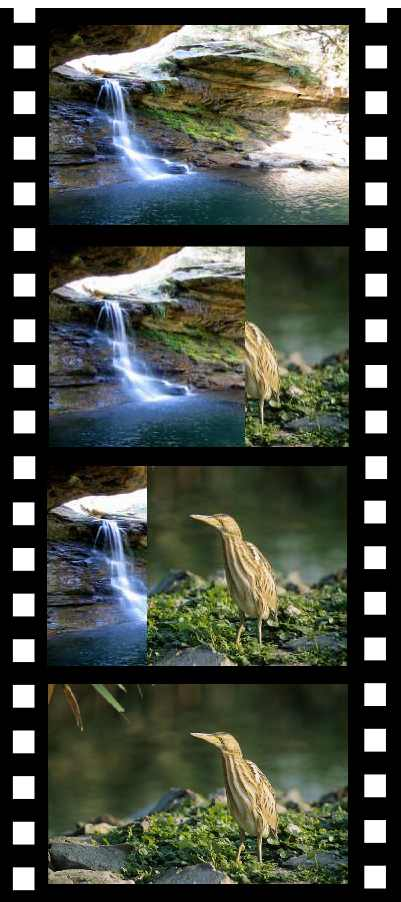
Die Wischblende oder „Wisch“-Transition

Eine Form kinematischer Interpunktion, die besonders häufig mit Kurosawa assoziiert wird, ist die sogenannte „Wisch“-Transition. Der Effekt wird durch die Verwendung eines Optischen Printers erzeugt. Wenn eine Szene endet, scheint sich eine Linie oder ein Balken über den Bildschirm zu bewegen, wodurch das Bild „weggewischt“ wird, während gleichzeitig das erste Bild der nachfolgenden Szene sichtbar wird. Diese Technik nutzte Kurosawa häufig an Stelle der sonst üblichen Überblendung oder eines normalen Schnitts. Vor allem in seinen späteren Werken nutzte der Regisseur die Übergangsmethode als Markenzeichen, im Film Engel der Verlorenen beispielsweise findet sie zwölf Mal Verwendung.
Es gibt eine Menge an Theorien, weshalb Kurosawa dermaßen angetan von dieser spezifischen Übergangsmethode war. Da das „Wischen“ vor allem in Stummfilmen benutzt wurde, mit dem Tonfilm aber immer rarer wurde, vermutete Filmwissenschaftler James Goodwin eine Hommage an Kurosawas verstorbenen Bruder Heigo, der als Benshi im Stummfilm tätig gewesen war und sich wegen der Popularität des Tonfilms und seiner daraus resultierenden Arbeitslosigkeit das Leben genommen hatte. Darüber hinaus hat das „Wischen“ aber auch stilistische Gründe. So behauptet Goodwin, dass das „Wischen“ in Rashomon immer einen von drei Zwecken erfüllt: Die Bewegung eines reisenden Charakters hervorzuheben, narrative Verschiebungen in den Hof-Sequenzen zu markieren und zeitliche Ellipsen zwischen Aktionen zu bilden (zum Beispiel zwischen den Aussagen zweier Charaktere). Er weist auch darauf hin, dass Kurosawa in Nachtasyl die „Wisch“-Methode nicht benutzt, dafür aber seine Darsteller und Requisiten so inszeniert, dass das „Wischen“ von Bild zu Bild simuliert wird.
Ein Beispiel einer satirischen Verwendung dieser Methode findet man in Ikiru – Einmal wirklich leben. Eine Gruppe von Frauen besucht das örtliche Regierungsbüro, um bei den Bürokraten die Petition einzureichen, aus einem Abfallbereich einen Kinderspielplatz zu machen. Dem Zuschauer werden daraufhin mit der „Wisch“-Methode eine Reihe von Point-of-View-Shots auf diverse Bürokraten gezeigt, die allesamt die Gruppe in eine andere Abteilung weitervermitteln. Die Filmanalystin Nora Tennessen beschrieb den Effekt der Methode wie folgt: „Das Wischen macht die Szene lustiger. Die Einstellungen der Bürokraten sind wie Karten gestapelt, mit jedem pedantischer als dem davor.“

#### Szene-Sound-Kontrapunkt
Wie man den Memoiren von Teruyo Nogami entnehmen kann, widmete Kurosawa dem Soundtrack seiner Filme immer große Aufmerksamkeit. In den späten 1940ern bediente er sich das erste Mal seiner späteren Angewohnheit, Musik als Kontrapunkt auf den emotionalen Inhalt einer Szene zu nutzen. Im traditionellen Hollywood wurde und wird die Musik für gewöhnlich der Atmosphäre einer Szene angepasst; wenn etwa eine Szene traurig sein soll, läuft ein trauriges Musikstück. Kurosawas Trick, das genaue Gegenteil davon zu tun, entspringt einer Familientragödie. Als Kurosawa 1948 vom Tod seines Vaters erfuhr, wanderte er ziellos durch die Straßen Tokios. Seine Trauer wurde noch verstärkt, als er das heitere Lied The Cuckoo Waltz im Radio hörte. Der Künstler beauftragte danach seinen Filmkomponisten Fumio Hasayaka, mit dem er zu dieser Zeit an Engel der Verlorenen arbeitete, das Lied als ironische Begleitung in Matsunagas Todesszene einzuspielen, der traurigsten Szene im ganzen Film.
Ein weiteres Beispiel ist der Film Ein streunender Hund. In der kulminierenden Szene, in der Murakami mit Yusa in einem Schlammfeld kämpft, läuft auf einmal ein Stück von Wolfgang Amadeus Mozart, gespielt auf dem Klavier durch eine Frau im Nachbarhaus. Ein Kommentator merkte an: „Im Kontrast zu der Szene von primitiver Gewalt wirkt die Gelassenheit von Mozart wortwörtlich „außerirdisch“. […] Die Kraft dieses urtümlichen Aufeinandertreffens wird durch die Musik verschärft.“ Kurosawas revolutionärer Gebrauch von Sound war jedoch nicht nur auf Musik beschränkt. Ein Kritiker stellte in seiner Rezension zu Die sieben Samurai heraus: „Bei Einstellungen von Mord und Chaos zwitschern Vögel im Hintergrund, wie in der ersten Szene, wenn die Bauern ihr scheinbar hoffnungsloses Schicksal beklagen.“

### Wiederkehrende Themen

#### Meister-Schüler-Verhältnis
Viele Kommentatoren notierten in Kurosawas Filmen das regelmäßige Auftreten einer komplexen Beziehung zwischen einem älteren und einem jüngeren Mann beziehungsweise eines Meisters und eines Schülers. Dieses Thema war ohne Zweifel autobiographisch beeinflusst. Joan Mellen meinte dazu in einer Retrospektive: „Kurosawa verehrte seine Lehrer, insbesondere Kajiro Yamamoto, seinen Mentor in Toho. […] Das lehrreiche Bild einer älteren Person, die einen Unerfahrenen unterrichtet, ruft in Kurosawas Filmen immer die Momente des Pathos hervor.“ Der Kritiker Tadao Sato betrachtet die wiederkehrende Figur des „Meisters“ als eine Art Ersatzvater, dessen Rolle es ist, das moralische Wachstum des jungen Protagonisten zu bezeugen und zu billigen.
In seinem allerersten Film, Judo Sage, ändert sich die Erzählform, nachdem Judo-Meister Yano der Lehrer und spirituelle Führer der Titelfigur geworden ist, „in Form einer Chronik […], die die Stufen der wachsenden Meisterschaft und Reife des Helden untersucht.“ Die Meister-Schüler-Beziehung in seinen Filmen der Nachkriegszeit – wie zum Beispiel in Engel der Verlorenen, Ein streunender Hund, Die sieben Samurai, Rotbart und Dersu Usala – beinhaltet sehr wenig direkten Unterricht, stattdessen lernt der Schüler durch eigene Erfahrungen. Stephen Prince bezieht diese Tendenz auf die private und nonverbale Natur des Konzepts der Zen-Erleuchtung.
Mit Kagemusha hat sich jedoch, laut Prince, die Bedeutung dieser Beziehung ins pessimistische geändert. Ein Dieb, der als Doppelgänger eines Daimyōs ausgewählt wurde, setzt seine Identität auch nach dessen Tod fort: „Die Beziehung ist spektral geworden und wird aus dem Jenseits heraus erzeugt, mit dem Meister als geisterhafte Präsenz. Ihr Ende ist der Tod, nicht die Erneuerung der Verpflichtung zum Lebenden, wie in seinen Filmen zuvor.“ Allerdings tauchte laut einem Biografen in Madadayo eine optimistischere Vision dieser Thematik auf: „Die Schüler veranstalten für ihren Professor eine jährliche Feier, an der Dutzende von Ehemaligen teilnehmen, die jetzt unterschiedlich alt sind. Diese ausgedehnte Sequenz drückt, wie nur Kurosawa es kann, die einfachen Freuden von Schüler-Lehrer-Beziehungen, von Verwandtschaften und vom Leben an sich aus.“

#### Heroischer Charakter

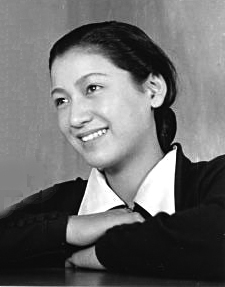
Setsuko Hara in den 1950ern. Sie spielte die Rolle der Yukie in Kurosawas Kein Bedauern für meine Jugend und gilt in den Augen vieler Filmwissenschaftler als Prototyp des später populären Kurosawa-Helden.

Kurosawas Filme befassen sich häufig mit den Schicksalen und Taten heroischer Persönlichkeiten. Der typische Kurosawa-Held war das Resultat der Nachkriegszeit, in der durch die Besatzungszeit in Japan feudalistische durch individualistische Werte ersetzt wurden. Kurosawa, der sich von jung auf mehr an den westlichen Werten orientierte, hieß diese Änderung willkommen und übernahm sie als künstlerische und soziale Agenda. Stephen Prince beschrieb es so: „Kurosawa begrüßte das wechselnde politische Klima und strebte danach, es in seiner eigenen kinematischen Stimme zu gestalten.“ Der japanische Filmkritiker Tadao Sato stimmte überein: „Die Niederlage Japans im Zweiten Weltkrieg ließ viele japanische Bürger in der Erkenntnis zurück, dass die Regierung sie über Jahre angelogen hat und weder gerecht noch vertrauenswürdig war. Während dieser Zeit gab Akira Kurosawa der irritierten Bevölkerung auf den Weg, dass der Sinn des Lebens nicht von einer Nation gelenkt wird, sondern von jedem individuell durch sein Leiden gefunden werden muss.“ Der Filmemacher selbst meinte zu dem Thema: „[Während dieser Periode] dachte ich immer, ohne die Errichtung des Selbst als positives Ideal könnte es keine Freiheit und keine Demokratie geben.“
Die erste dieser heroischen Heldenfiguren war, untypisch für den Regisseur, eine Frau: Yukie, gespielt von Setsuko Hara in Kein Bedauern für meine Jugend. Laut Prince sind ihre „Fahnenflucht vor ihrer Familie, ihr Hintergrund, einem armen Dorf auszuhelfen, ihre Ausdauer trotz enormer Hindernisse, ihre Annahme von Eigenverantwortung und Altruismus und ihre existenzielle Einsamkeit“ essenzielle Teile eines Kurosawa-Helden. Diese existenzielle Einsamkeit kennzeichnet auch die Figur des Dr. Sanada, gespielt von Takashi Shimura, in Engel der Verlorenen: „Kurosawa besteht darauf, dass seine Helden sich treu bleiben und alleine gegen Traditionen und Hindernisse für eine bessere Welt kämpfen, auch wenn ihnen das Resultat nicht vollständig klar ist. Die Separation von einem korrupten, sozial abstempelnden System, um das Leiden eines Menschen zu mindern, so wie Dr. Sanada es tut, ist der ehrenhafte Verlauf.“
Viele Kommentatoren sehen Die sieben Samurai als ultimative Expression der heroischen Ideale des Künstlers. Joan Mellen beschreibt diese Ansicht wie folgt: „Die Sieben Samurai ist vor allem eine Hommage an die Samurai-Klasse von ihrer nobelsten Seite. Der Samurai repräsentiert für Kurosawa das Beste der japanischen Tradition und Integrität.“ Die Sieben steigen aufgrund der chaotischen Zeiten des zivilen Krieges, nicht trotz des Krieges zu ungeahnter Größe auf. „Kurosawa sucht die unerwarteten Vorteile nicht weiter als in der Tragödie dieses historischen Moments. Die Umwälzung zwingt die Samurai dazu, die Selbstlosigkeit ihres Kredos des treuen Dienstes unter Beweis zu stellen, indem sie für das untere Volk, die Bauern, arbeiten.“ Dieses Heldentum ist jedoch vergeblich, weil „es bereits eine aufstrebende Klasse gab, die die Aristokratie der Krieger ersetzen würde“. Ihr Mut ist also vollkommen selbstlos, da sie die interne Vernichtung ihrer Klasse ohnehin nicht aufhalten können.
Mit fortschreitender Karriere schien es dem Regisseur zunehmend schwerer zu fallen, das heroische Ideal aufrechtzuerhalten. Prince stellt fest: „Kurosawas Vision ist im Wesentlichen eine tragische Vision des Lebens. Seine Empfindlichkeit behindert also seine Bemühungen.“ Darüber hinaus untergräbt er mit dem Narrativ seiner späteren Filme das heroische Ideal selbst: „Wenn Geschichte wie in Das Schloss im Spinnwebwald als blinde Kraft dargestellt wird, hört der Heroismus auf, Realität zu sein.“ Laut Prince wurde die Vision des Filmemachers schließlich so trostlos und nihilistisch, dass er Geschichte lediglich als ewig wiederkehrendes Muster der Gewalt sehe, innerhalb derer das Individuum nicht nur als unheroisch, sondern als völlig hilflos dargestellt wird. (s. unten: „Der Kreislauf der Gewalt“)

#### Natur und Wetter
Die Natur ist ein bedeutendes Element in Kurosawas Filmen. Laut Prince ist „Kurosawas Empfindlichkeit […] stark auf die Feinheiten und Schönheiten von Jahrezeiten und Landschaften fokussiert.“ Der Regisseur schreckte nie davor zurück, Klima und Wetter als signifikante Plot-Elemente zu verwenden, bis zu dem Punkt, an dem sie „aktive Teilnehmer des Werkes“ wurden. „Die erdrückende Hitze in Ein streunender Hund und Bilanz eines Lebens ist omnipräsent und unterstreicht die Thematik einer Welt, die durch einen ökonomischen Kollaps oder eine atomare Bedrohung auseinandergerissen wird.“ Kurosawa selbst sagte einmal: „Ich mag heiße Sommer, kalte Winter, starken Regen und viel Schnee und ich denke, die meisten meiner Filme zeigen das. Ich mag die Extreme, die fühlen sich nämlich am lebendigsten an.“
Wind ist ebenfalls ein signifikantes Symbol: „Eine hartnäckige Metapher in Kurosawas Werken ist die des Windes, der Wind der Veränderung, des Glücks und des Unglücks. […] Die visuell farbenprächtige [finale] Schlacht in Yojimbo findet auf der Hauptstraße statt, während große Staubwolken die Kämpfer umgeben. Die Winde, die den Staub aufwühlen, haben Schusswaffen zusammen mit der westlichen Kultur in die Stadt gebracht. Die Dinge, die Kriegertradition beenden werden.“
Auch Regen wird separiert in Kurosawas Filmen verwendet: „Regen wird in Kurosawas Filmen nie neutral behandelt. Wenn er auftaucht, dann nie in Form eines kleinen Nieselns, sondern immer in einem rasenden Regenguss. Die letzte Schlacht in Die sieben Samurai ist ein extremer spiritueller und physischer Kampf und wird von einem tobenden Regensturm begleitet, der es Kurosawa ermöglicht, eine ultimative Verschmelzung sozialer Gruppen zu visualisieren. Doch mit der typischen Ambivalenz Kurosawas wird diese klimatische Vision von Klassenlosigkeit zu einer horrorartigen. Die Schlacht ist ein Strudel aus wirbelndem Regen und Schlamm. […] Die Verschmelzung sozialer Identität entsteht als Ausdruck höllischen Chaos.“

#### Kreislauf der Gewalt
Beginnend mit Das Schloss im Spinnwebwald beschäftigte Kurosawa sich in seinen Filmen immer wieder mit historischen Zyklen unerbittlich wilder Gewalt, die Stephen Prince als „Gegenbewegung zu dem heroischen Ton seiner Filme“ beschreibt. Nach Donald Richie ist in dem Film „Ursache und Wirkung das einzige Gesetz. Freiheit existiert nicht.“ Prince behauptet, die Ereignisse seien „eingeschrieben in einen zeitlichen Kreislauf, der sich immer wieder wiederholt.“ Als Basis für seine These nimmt er, dass Washizus Meister entgegen dem Originalstück von Shakespeare zuvor seinen eigenen Meister aus Machtgründen umgebracht hatte, bevor er schließlich selbst durch Washizu stirbt. „Die Entwicklung der Ereignisse von Macbeth wurde von Kurosawa mit einer schärferen Betonung auf vorbestimmte Ereignisse und der menschlichen Unwichtigkeit durch die Gesetze von Karma transportiert.“
Kurosawas Epen Kagemusha und Ran markieren einen drastischen Wendepunkt in der Weltanschauung des Regisseurs. Für Kagemusha konstatiert Prince, dass „während einst [d. h. in früheren Filmen] der Einzelne die Ereignisse genau erfassen und verlangen konnte, sodass sie seinen Impulsen entsprechen, ist nun das Selbst nur noch Epiphänomen eines rücksichtlosen und blutigen zeitlichen Prozesses, das unter der Last und Kraft der Geschichte zu Staub zermahlen wird.“
Sein darauffolgendes Epos Ran ist nach Prince „eine unnachgiebige Chronik niedersten Machthungers, des Verrats eines Vaters durch seine Söhne und allgegenwärtiger Kriege und Morde.“ Die historische Kulisse des Films wird nur als „erläuternder Kommentar für die von Kurosawa inzwischen so empfundene Zeitlosigkeit der menschlichen Neigung zu Gewalt und Selbstzerstörung“ verwendet. „Geschichte weicht der Wahrnehmung des Lebens als Rad endlosen Leidens, das sich ständig dreht und immer wiederholt“, so Prince; jener Prozess wird in konventionellen Hollywood-Drehbüchern meist mit der Hölle charakterisiert. Laut Prince hat Kurosawa „festgestellt, dass die Hölle sowohl das unvermeidliche Ergebnis menschlichen Verhaltens als auch die angemessene Visualisierung seiner eigenen Verbitterung und Enttäuschung ist.“

## Vermächtnis

### Ruf unter Regisseuren
Viele bekannte Regisseure wurden durch Kurosawa inspiriert und verehrten seine Arbeit. Die unten genannten stellen eine Auswahl dar und können grob in vier Kategorien unterteilt werden: erstens jene, die wie Kurosawa selbst ihre Bekanntheit in den 1950ern und 1960ern erlangten, zweitens die sogenannten New-Hollywood-Regisseure um das Jahr 1970 herum, drittens andere asiatische Regisseure und viertens Regisseure aus jüngerer Zeit.

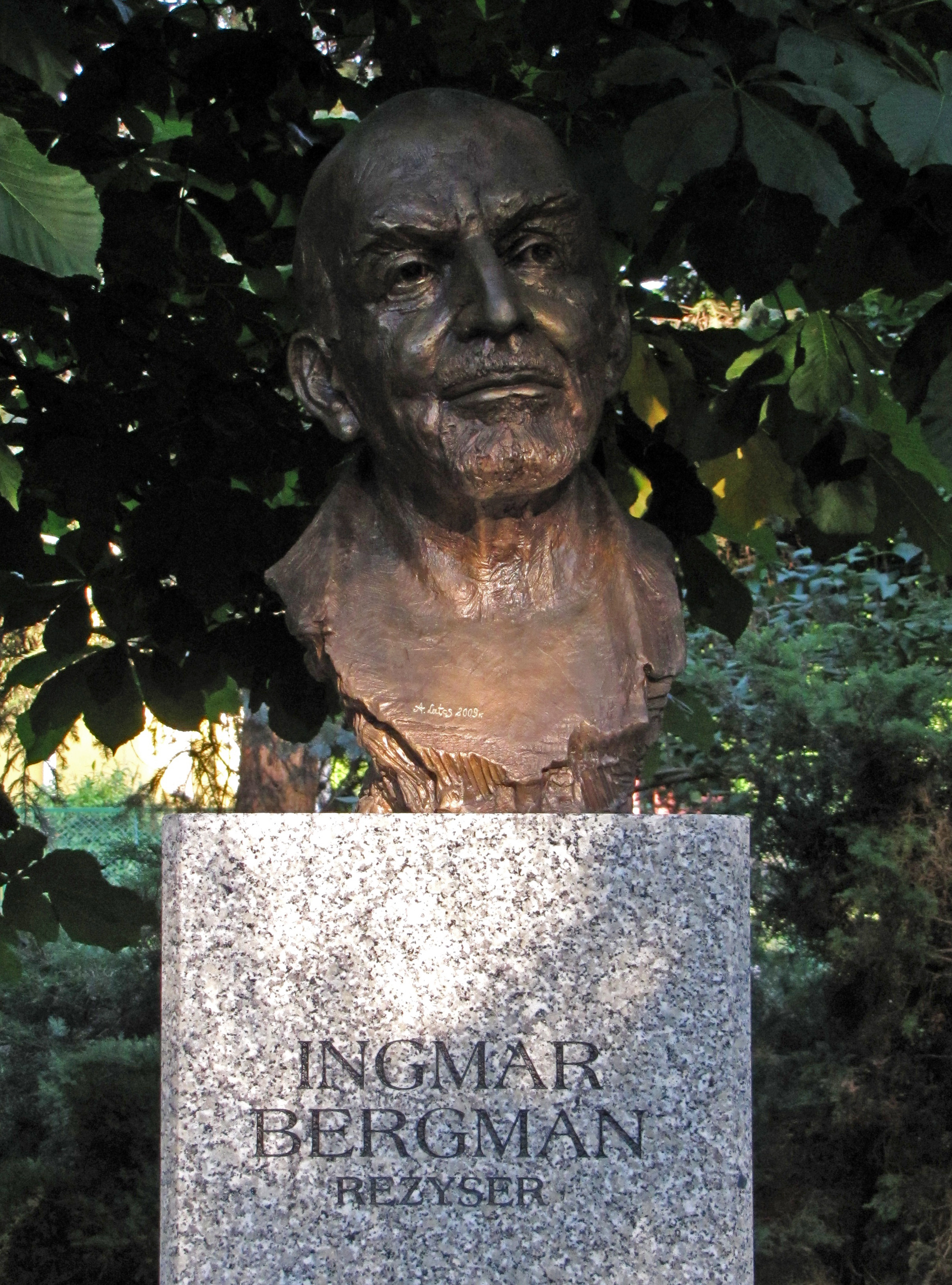
Büste des schwedischen Regisseurs Ingmar Bergman, in Polen. Kurosawa war lange Zeit eine Art Mentor für Bergman und stand für Jahre mit ihm im Briefaustausch.

Der schwedische Regisseur Ingmar Bergman nannte seinen eigenen Film Die Jungfrauenquelle eine „lausige Imitation Kurosawas“ und ergänzte: „Zu jener Zeit war meine Bewunderung des japanischen Kinos auf ihrer Höchststufe. Ich war schon beinahe selbst ein Samurai.“ In Italien erklärte Federico Fellini Kurosawa zum „besten Beispiel, was ein Filmemacher alles sein sollte.“ In Frankreich zählte Roman Polanski 1965 den japanischen Künstler neben Fellini und Orson Welles zu seinen drei Lieblingsregisseuren und benannte Die sieben Samurai, Das Schloss im Spinnwebwald und Die verborgene Festung als Anspielstationen, um seine Euphorie nachzuvollziehen. Filmpionier Bernardo Bertolucci sagte in einem Interview über ihn: „Kurosawas Filme sind die Sachen, die mich inspiriert haben. Sie zogen mich in den Wunsch hinein, selbst ein Regisseur zu sein.“ Der deutsche Regisseur Werner Herzog, Vertreter des Neuen Deutschen Films, listete Kurosawa unter seinen größten Idolen: „Wenn ich über meine Lieblingsregisseure nachdenke, kommen mir Griffith, Buñuel, Kurosawa und Eisenstein […] in den Sinn.“ Auf die Bitte, seine Lieblingsregisseure aufzuzählen, benannte der russische Filmpionier Andrei Tarkowski Kurosawa als den besten und Die sieben Samurai als einen seiner zehn Lieblingsfilme. Für den US-amerikanischen Filmvisionär Stanley Kubrick war Kurosawa „einer der größten Filmregisseure aller Zeiten.“ Kubricks engster Freund Anthony Frewin fügte hinzu: „Ich kann mich an keinen Regisseur erinnern, über den er so oft und so bewundernd redete. Wenn Stanley auf einer einsamen Insel wäre und nur eine begrenzte Anzahl an Filmen mitnehmen könnte, würde ich auf Schlacht um Algier, Danton, Rashomon, Die sieben Samurai und Das Schloss im Spinnwebwald tippen.“
Zu Kurosawas Verehrern im Kreis des New Hollywood zählen unter anderen Robert Altman, Francis Ford Coppola, Steven Spielberg, Martin Scorsese, George Lucas und John Milius.
In seinen ersten Jahren als Produzent fürs Fernsehen erzählte Robert Altman die Anekdote, dass er bei Rashomon so fasziniert davon war, wie Kurosawa verschiedene, schöne Einstellungen machen konnte, obwohl die Kamera direkt auf die Sonne gerichtet war – Rashomon gilt als der erste, der dies erfolgreich geschafft hat – dass er es am nächsten Tag für seine eigene Fernsehsendung direkt ausprobierte, wenn auch erfolglos.
Coppola sagte über Kurosawa: „Eine Sache, die ihn von jedem anderen Regisseur unterscheidet, ist, dass er nicht nur ein, zwei oder drei Meisterwerke geschaffen hat. Er hat, nun ja, acht Meisterwerke geschaffen.“
Spielberg und Scorsese bezeichneten Kurosawa als ihren Lehrer und großes Vorbild. Scorsese nannte ihn in dem Zuge „Sensei“, die japanische Anrede für einen Lehrer. Spielberg erklärte zu dem Thema: „Ich habe mehr von ihm gelernt als von nahezu jedem anderen im Filmgeschäft“, während Scorsese anmerkte: „Lass’ es mich simpel erklären: Akira Kurosawa war mein Meister und […] der Meister so vieler anderer Regisseure auf der ganzen Welt.“

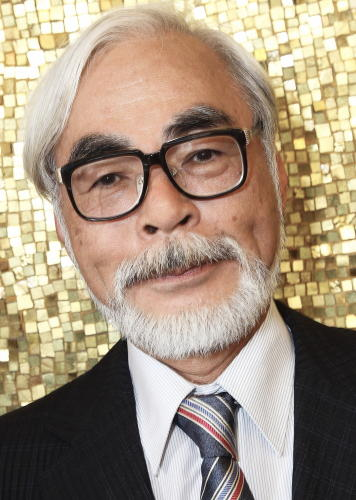
Animationskünstler Hayao Miyazaki ist einer der bekanntesten Bewunderer Kurosawas aus dem asiatischen Raum

Als erster weltweit berühmter Filmregisseur aus Asien diente Akira Kurosawa als Inspiration für etliche weitere asiatische Auteure. Über Rashomon sagte Satyajit Ray, der bekannteste indische Regisseur: „Der Effekt, den der Film auf mich hatte, nachdem ich ihn 1952 das erste Mal in Calcutta gesehen habe, war elektrisierend. Ich sah ihn drei Mal in den nachfolgenden drei Tagen und fragte mich jedes Mal, ob es auf der Welt noch einen Film wie diesen gibt, der solch einen nachhaltigen Beweis über die völlige Kontrolle eines Regisseurs am Set aufzeigt.“ Andere bekannte asiatische Bewunderer sind der japanische Anime-Regisseur Hayao Miyazaki, der Schauspieler und Regisseur Takeshi Kitano, der Hongkonger Filmemacher John Woo und Festlandchina-Regisseur Zhang Yimou, der Kurosawa als die „Quintessenz des asiatischen Films“ bezeichnete.
Auch im 21. Jahrhundert inspirieren Kurosawas Produktionen etliche Filmemacher auf der ganzen Welt. Alexander Payne verbrachte die ersten Jahre seiner Karriere dabei, Kurosawa-Filme anzuschauen und detailliert zu inspizieren, insbesondere Ikiru – Einmal wirklich leben. Guillermo del Toro bezeichnete Kurosawa als einen seiner „fundamentalen Meister“ und listete Das Schloss im Spinnwebwald, Zwischen Himmel und Hölle und Ran unter den seiner Meinung nach besten Filmen aller Zeiten. Kathryn Bigelow pries Kurosawa als einen der „einflussreichsten Regisseure“, der es schaffe, die emotional tiefgreifendsten Figuren zu erschaffen. J. J. Abrams sagte, er habe sich von Kurosawa maßgeblich inspirieren lassen, als er den Film Star Wars: Das Erwachen der Macht drehte. Alejandro González Iñárritu erzählte in einem Interview davon, wie er mit neunzehn Jahren von Ikiru – Einmal wirklich leben emotional mitgenommen worden sei wie nie mehr sonst, und lobte Kurosawa als eines der „ersten Storytelling-Genies, die das konventionelle Narrativ von Filmen auf den Kopf stellen konnte.“ Spike Lee veröffentlichte eine Liste von 87 Filmen, die jeder Filmfan sehen sollte, darunter die drei Kurosawa-Filme Rashomon, Yojimbo und Ran. Wes Andersons Film Isle of Dogs – Ataris Reise wurde stark von Kurosawa und seinen extravaganten Filmtechniken inspiriert.
Die Folge 17 der zweiten Staffel der animierten Serie „Star Wars - The Clone Wars“ wurde Akira Kurosawa posthum gewidmet, vermutlich auch in Anbetracht der Inspiration zu „Star Wars: Das Erwachen der Macht“.

### Posthume Drehbücher
Nach Kurosawas Tod wurden einige seiner nicht realisierten Drehbücher verfilmt. Nach dem Regen, gedreht von Takashi Koizumi, erschien 1999 als posthume Danksagung an den Regisseur, mit dem Koizumi eine enge Freundschaft verband. Das Meer kommt von Kei Kumai feierte seine Premiere 2002. Ein Skript, dass zu Zeiten der Produktionskooperative Yonki no kai geschrieben und zugunsten von Dodeskaden nie realisiert wurde, wurde 2000 vom einzigen noch lebenden Mitglied Kon Ichikawa unter dem Namen Dora-heita verwirklicht. Huayi Brothers verkündeten 2017 die Verfilmung einer realisierten Adaption Kurosawas von Edgar Allan Poes Erzählung Die Maske des Roten Todes. Das Endprodukt soll 2020 international erscheinen. Patrick Frater, Redakteur der Zeitschrift Variety, schrieb 2017 in seinem Blatt, dass zwei weitere verworfene Drehbücher in den Archiven Tohos gefunden worden seien und noch verfilmt würden. Der Drehbeginn zum ersten Film war 2018 unter dem Namen Projektnamen Silvering Spear.

### Kurosawa Production Company
Im September 2011 wurde berichtet, dass die Rechte an sämtlichen Akira-Kurosawa-Remakes respektive Verfilmungen seiner unrealisierten Drehbücher an die in Los Angeles ansässige Firma Splendent überschrieben wurden. Splendents Pressesprecher ließ verlauten, dass er darauf abzielte, anderen Regisseuren zu helfen, eine neue Generation an Zuschauern mit diesen „unvergesslichen Geschichten“ vertraut zu machen.
Kurosawa Production Co., gegründet 1959, hat nach wie vor die Kontrolle über alle in Akira Kurosawas Namen gemachten Projekte. Der Sohn des Regisseurs, Hisao Kurosawa, ist der aktuelle Leiter der Firma sowie ihrer in den Vereinigten Staaten angesiedelten Tochtergesellschaft Kurosawa Enterprises. Bis dato waren die Rechte zu Kurosawa alleine in der Hand von Kurosawa Production Company und den Filmstudios, unter denen er gearbeitet hat, meistens Toho. Diese Rechte wurden schließlich an das Projekt Akira Kurosawa 100 überschrieben und sind nach aktuellem Stand bei Splendent. Kurosawa Production Co. arbeitet eng mit der 2003 gegründeten Akira Kurosawa Foundation zusammen. Die Organisation veranstaltet einen jährlichen Kurzfilm-Wettbewerb und regelt Kurosawa-angelehnte Projekte, wie zum Beispiel den geplanten Bau eines Memorial-Museums.

## Dokumentationen über Kurosawa

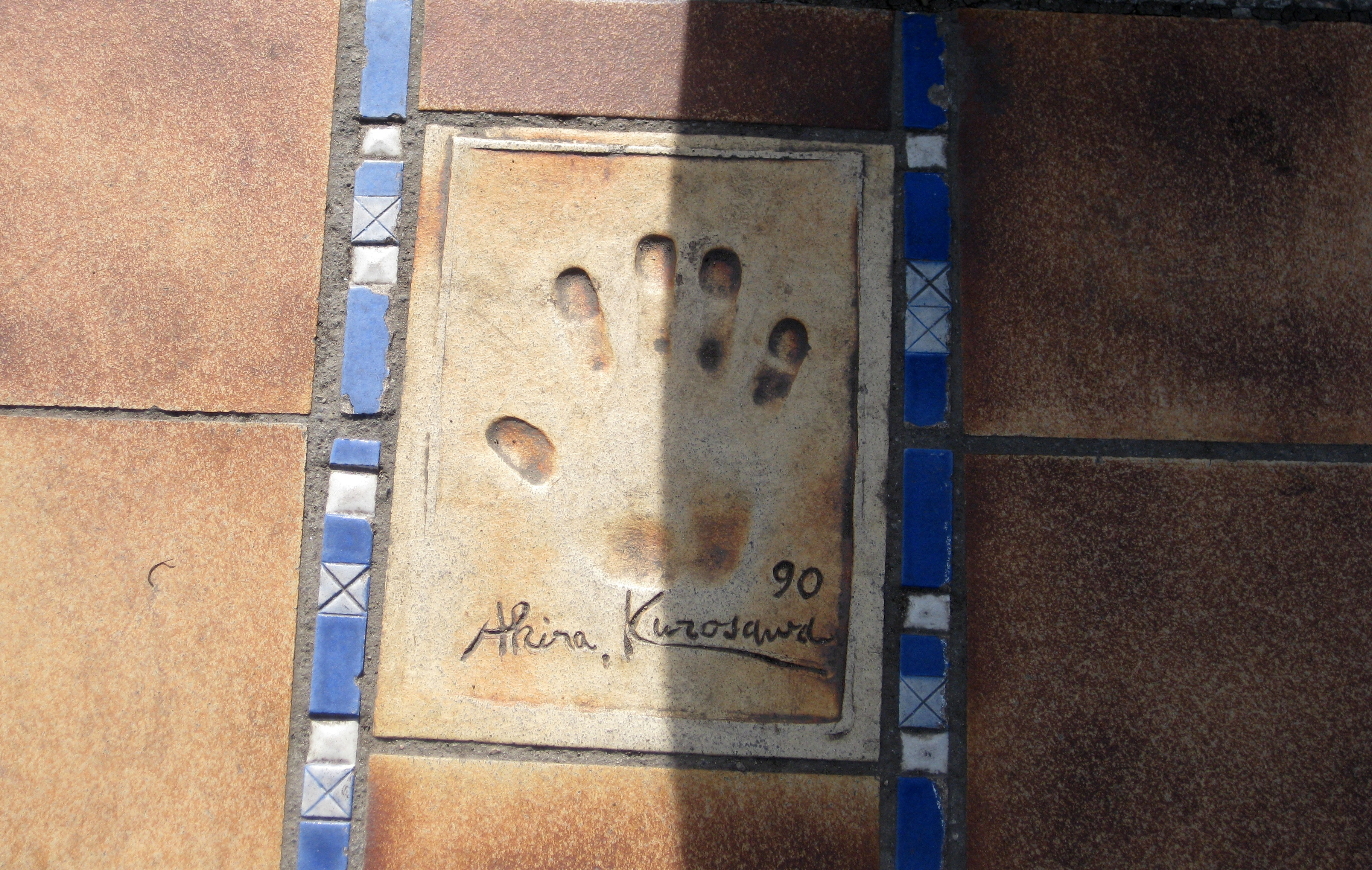
Akira Kurosawas Handabdruck in Cannes

Eine große Anzahl an Dokumentationen in Spielfilm- und Kurzfilmlänge beschäftigten sich mit dem Leben und Schaffen Akira Kurosawas. A.K. wurde 1985 noch zu Lebzeiten des Regisseurs veröffentlicht. Regie führte der französische Dokumentarfilmer Chris Marker. Auch wenn die Dokumentation während der Arbeiten an Ran erschien, beschäftigt sie sich weniger mit der Entstehung des Films als mit der Persönlichkeit Kurosawas. Marker benannte diesen Film später als den Grund für sein Interesse an der Kultur Japans und die Inspiration für seinen bekanntesten Film Sans Soleil – Unsichtbare Sonne. Der Film lief auf den Internationalen Filmfestspielen von Cannes 1985 das erste Mal an. Eine kleine Auswahl weiterer kritisch gelobter Dokumentation über Akira Kurosawa sind:
- Kurosawa: Der letzte Kaiser (Alex Cox, 1999)
- Eine Nachricht von Akira Kurosawa
- Kurosawa
- Akira Kurosawa: Es ist schön etwas zu erschaffen (Toho Masterworks, 2002)
- Akira Kurosawa: Der Epische und der Intime (2010)
- Kurosawa's Weg

## Filmografie
- 1943: Judo Saga – Die Legende vom großen Judo (Sugata Sanshirō)
- 1944: Am Allerschönsten (Ichiban Utsukushiku)
- 1945: Sugata Sanshiro Fortsetzung (Zoku Sugata Sanshirō)
- 1945: Die Männer, die dem Tiger auf den Schwanz traten (Tora no O o Fumu Otoko-tachi)
- 1946: Kein Bedauern für meine Jugend (Waga Seishun ni Kuinashi)
- 1947: Ein wunderschöner Sonntag (Subarashiki Nichiyobi)
- 1948: Engel der Verlorenen (Yoidore Tenshi)
- 1949: Das stumme Duell (Shizukanaru Ketto)
- 1949: Ein streunender Hund (Nora Inu)
- 1950: Skandal (Sukyandaru)
- 1950: Rashomon – Das Lustwäldchen (Rashōmon)
- 1951: Der Idiot (Hakuchi)
- 1952: Einmal wirklich leben (Ikiru)
- 1954: Die sieben Samurai (Shichinin no Samurai)
- 1955: Bilanz eines Lebens / Alternativtitel: Ein Leben in Furcht (Ikimono no Kiroku)
- 1957: Das Schloss im Spinnwebwald (Kumonosu-jō)
- 1957: Nachtasyl (Donzoko)
- 1958: Die verborgene Festung (Kakushi Toride no San-Akunin)
- 1960: Die Bösen schlafen gut (Warui Yatsu Hodo Yoku Nemuru)
- 1961: Yojimbo – Der Leibwächter (Yōjimbō)
- 1962: Sanjuro (Tsubaki Sanjūrō)
- 1963: Zwischen Himmel und Hölle (Tengoku to Jigoku)
- 1965: Rotbart (Akahige)
- 1970: Dodeskaden – Menschen im Abseits (Dodeskaden)
- 1975: Dersu Usala (Dersu Uzala)
- 1980: Kagemusha – Der Schatten des Kriegers (Kagemusha)
- 1985: Ran (Ran)
- 1990: Akira Kurosawas Träume (Yume)
- 1991: Rhapsodie im August (Hachigatsu no Rapusodī)
- 1993: Madadayo (Mādadayo)

### Drehbücher
- 1999: Nach dem Regen (Ame agaru) – Regie: Takashi Koizumi
- 2002: Das Meer kommt (Umi wa miteita) – Regie: Kei Kumai

## Weitere Auszeichnungen
| Platz | Film                          |
| ----- | ----------------------------- |
| 20    | Die sieben Samurai            |
| 89    | Zwischen Himmel und Hölle     |
| 107   | Ikiru – Einmal wirklich leben |
| 136   | Ran                           |
| 145   | Yojimbo – Der Leibwächter     |
| 149   | Rashomon – Das Lustwäldchen   |
| 244   | Dersu Usala                   |

1965 wurde Kurosawa in die American Academy of Arts and Sciences gewählt.
1976 wurde er als Person mit besonderen kulturellen Verdiensten ausgezeichnet, 1985 mit dem Kulturorden.
Am 18. Februar 2011 wurde ein Asteroid nach Akira Kurosawa benannt: (254749) Kurosawa.
Im Juni 2013 wurde Kurosawas Film Einmal wirklich leben in die Top 250 der Internet Movie Database aufgenommen. Damit hatte Kurosawa neben zehn weiteren Regisseuren mehr als vier Filme in den Top 250 der IMDb. Er zählt damit zu den höchstbewerteten Regisseuren der IMDb. Im Juni 2015 kam dann noch Das Schloss im Spinnwebwald dazu, etwas später folgten Zwischen Himmel und Hölle und Dersu Usala. Er hält damit zusammen mit Martin Scorsese und Stanley Kubrick den Rekord von mit acht den meisten Filmen gleichzeitig in der Top 250 IMDb-Liste zu haben. Andere seiner Filme, darunter Die verborgene Festung, Rotbart, Sanjuro, Die Verworfenen Schlafen gut und Kagemusha – Der Schatten des Kriegers haben allesamt aufgrund hoher Bewertungen ebenfalls Potential für die sich vor allem jenseits der besten 100 immer wieder wandelnden Top 250. So sind im Juli 2022 nur noch sieben Filme Kurosawas unter den besten 250, die zum Teil variieren. Bemerkenswert an der großen Zahl guter Platzierungen der Filme ist insbesondere, dass diese die nötigen 25.000 Stimmen bekommen haben. Vor allem nicht-englischsprachige Filme, Filme von vor den 1980er Jahren sowie Schwarzweiß-Filme erreichen diese Marke vergleichsweise selten.

## Schriften
- Akira Kurosawa: So etwas wie eine Autobiographie. Diogenes, Zürich 1991.